# Offenburg
Offenburg (ⓘ) ist eine Mittelstadt im Westen Baden-Württembergs, etwa 20 Kilometer südöstlich von Straßburg. Die frühere Reichsstadt ist die Kreisstadt und größte Stadt des Ortenaukreises. Offenburg ist ein Oberzentrum innerhalb des Verbands Region Südlicher Oberrhein.
Seit dem 1. April 1956 ist Offenburg eine Große Kreisstadt. Mit den Gemeinden Durbach, Hohberg, Ortenberg und Schutterwald hat die Stadt eine Verwaltungsgemeinschaft vereinbart.

## Geographie

### Geographische Lage
Offenburg liegt am Ausgang des Kinzigtals in den Rheingraben, etwa in der Mitte zwischen Karlsruhe, das etwa 66 Kilometer nördlich, und Freiburg im Breisgau, das etwa 54 Kilometer südlich liegt. Die Kinzig durchfließt die Gemarkung der Stadt; aus dem mittleren Schwarzwald kommend, erreicht der Fluss im Südosten unweit des Stadtteils Elgersweier das Stadtgebiet, wendet sich nach dem Stauwehr am Großen Deich nach Norden, fließt dann am Westrand der Offenburger Kernstadt entlang, anschließend zwischen den Stadtteilen Weier und Bühl hindurch, um die Offenburger Gemarkung dann nordwestlich des Stadtteils Griesheim in Richtung Rhein wieder zu verlassen.
Der höchste Punkt der Gemarkung ist der Brandeckkopf mit 685,8 m ü. NHN; der niedrigste Punkt wird mit 139,7 m ü. NHN am Rinnbach gemessen. Als "Hausberg" der Stadt gilt die markante Geländeerhebung des Hohen Horn 550,2 m ü. NHN bei Fessenbach. 

### Nachbargemeinden
Folgende Städte und Gemeinden (im Uhrzeigersinn, ausgehend vom nordöstlichen Quadranten) grenzen an die Stadt Offenburg: Appenweier, Durbach, Ortenberg, Ohlsbach, Berghaupten, Hohberg, Schutterwald, Kehl und Willstätt.

### Stadtgliederung
Das Stadtgebiet Offenburgs gliedert sich in folgende Stadtteile: Kernstadt, Albersbösch, Hildboltsweier, Uffhofen und die im Rahmen der Gemeindereform der 1970er Jahre eingegliederten Gemeinden und heutigen Ortsteile Bohlsbach, Bühl, Elgersweier, Fessenbach, Griesheim, Rammersweier, Waltersweier, Weier, Windschläg, Zell-Weierbach und Zunsweier.
Die elf eingemeindeten Stadtteile sind zugleich Ortschaften im Sinne der baden-württembergischen Gemeindeordnung, das heißt, es gibt jeweils einen von den Wahlberechtigten bei jeder Kommunalwahl zu wählenden Ortschaftsrat mit einem Ortsvorsteher als Vorsitzenden.
Zu einigen Stadtteilen gehören teilweise weitere separat gelegene Wohnplätze mit eigenem Namen, die meist nur sehr wenige Einwohner haben, inzwischen aber teilweise auch schon mit dem Hauptort zusammengewachsen sind. Andererseits gibt es auch neue Wohngebiete mit eigenem Namen, deren Grenzen meist jedoch nicht genau festgelegt sind. Im Einzelnen gehören folgende Wohnplätze zu den Stadtteilen:
- zur Kernstadt: Am Kalbsbrunnen, Bleiche, Großer Deich, Laubenlindle, Pumpwerk, Spitalhof, Weingarten und Ziegelhof
- zu Albersbösch: Kreuzschlag
- zu Fessenbach: Albersbach, Maisenhalder Hof und Rießhof
- zu Weier: Im Gottswald
- zu Zell-Weierbach: Hasengrund und Riedle
- zu Zunsweier: Hagenbach, Kieswerk und Rütihof

### Klima
Offenburg fällt in eine Zone mit warm- und feucht-gemäßigtem Klima. Das Klima in dieser Region weist leichte Unterschiede zwischen Hochs und Tiefs auf, und es gibt das ganze Jahr über ausreichend Niederschlag. Es ist jedoch fast ein „feuchtes subtropisches Klima“, da die Durchschnittstemperaturen im Juli und August knapp 22 °C betragen und die Oberrhein-Region ein subtropisches Klima über die Sommermonate erzeugt.
|                        | Jan  | Feb  | Mär  | Apr  | Mai  | Jun  | Jul  | Aug  | Sep  | Okt  | Nov  | Dez |   |       |
| Mittl. Temperatur (°C) | 3,0  | 3,6  | 7,2  | 11,5 | 15,6 | 19,4 | 21,5 | 20,6 | 16,6 | 11,8 | 7,3  | 4,5 | ⌀ | 11,9  |
| Mittl. Tagesmax. (°C)  | 5,7  | 6,1  | 13,0 | 17,0 | 20,9 | 25,0 | 27,4 | 26,6 | 22,3 | 16,0 | 9,6  | 7,0 | ⌀ | 16,4  |
| Mittl. Tagesmin. (°C)  | 0,3  | 0,4  | 2,1  | 5,6  | 10,2 | 13,6 | 15,6 | 14,5 | 10,8 | 7,0  | 4,0  | 2,0 | ⌀ | 7,2   |
|                        |      |      |      |      |      |      |      |      |      |      |      |     |   |       |
| Niederschlag (mm)      | 31,0 | 21,1 | 17,2 | 28,2 | 49,0 | 35,6 | 53,9 | 37,8 | 24,2 | 26,4 | 34,8 | 23  | Σ | 382,2 |
|                        |      |      |      |      |      |      |      |      |      |      |      |     |   |       |
| Sonnenstunden (h/d)    | 1,6  | 2,7  | 4,8  | 6,5  | 7,0  | 8,4  | 8,2  | 7,4  | 6,4  | 3,7  | 2,1  | 1,6 | ⌀ | 5     |
|                        |      |      |      |      |      |      |      |      |      |      |      |     |   |       |
| Regentage (d)          | 18,7 | 12,2 | 13,7 | 11,1 | 13,9 | 11,6 | 11,9 | 12,3 | 10,8 | 11,4 | 14,1 | 15  | Σ | 156,7 |

| 0,3 |

| 0,4 |

| 2,1 |

| 5,6 |

| 10,2 |

| 13,6 |

| 15,6 |

| 14,5 |

| 10,8 |

| 7,0 |

| 4,0 |

| 2,0 |

| 0,3 |

| 0,4 |

| 2,1 |

| 5,6 |

| 10,2 |

| 13,6 |

| 15,6 |

| 14,5 |

| 10,8 |

| 7,0 |

| 4,0 |

| 2,0 |

### Raumplanung

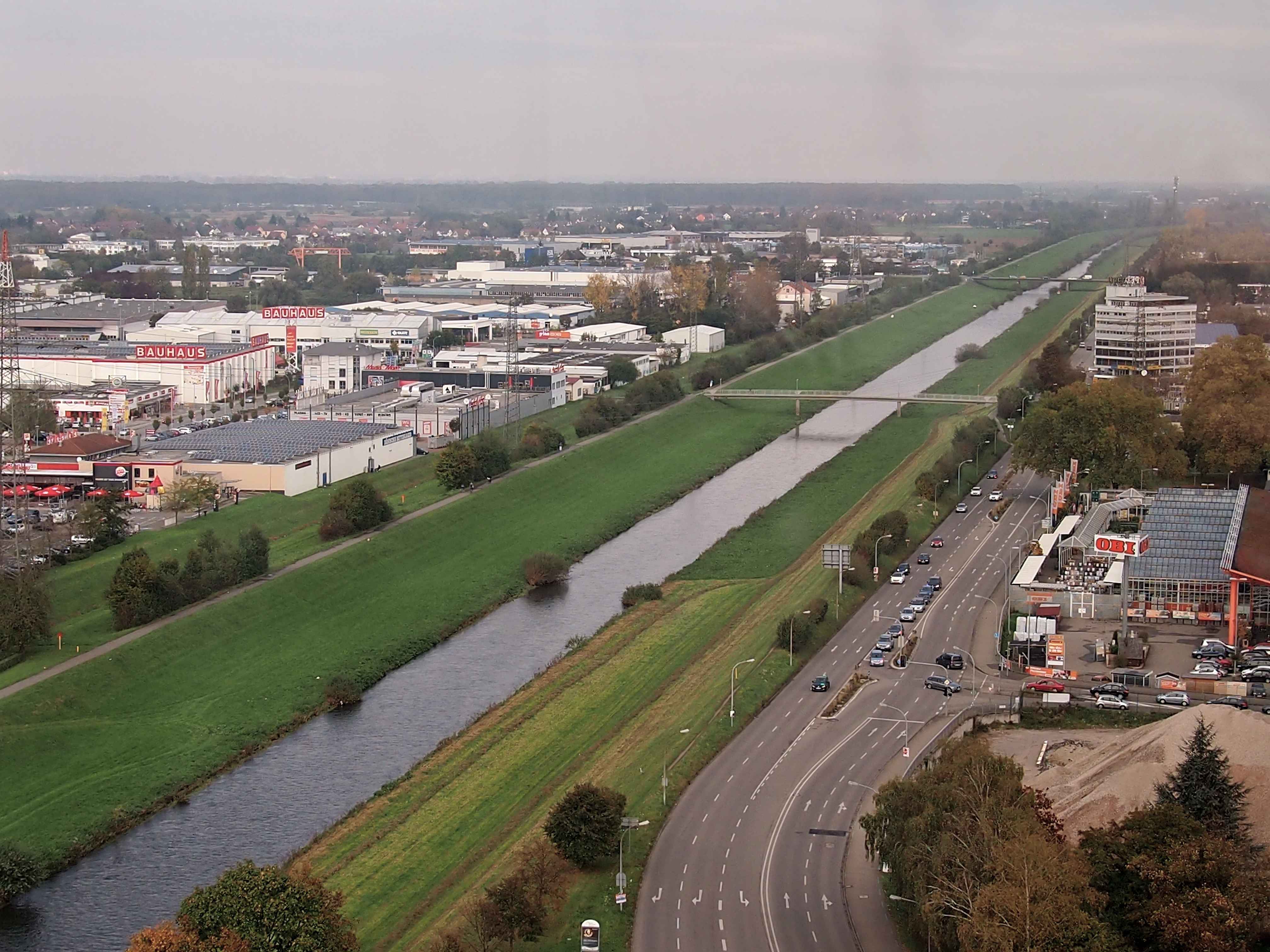
Blick vom Burda-Hochhaus nach Norden über Freiburger Straße, Kinzig und das Industriegebiet im Westen

Offenburg wurde nach dem Landesentwicklungsplan 1996 vom Mittelzentrum zum Oberzentrum aufgestuft, dem die Mittelzentren Achern, Haslach/Hausach/Wolfach, Kehl und Lahr/Schwarzwald zugeordnet sind. Es ist damit neben Freiburg das zweite Oberzentrum des Verbands Region Südlicher Oberrhein.
Für die umliegenden Gemeinden übernimmt das Oberzentrum Offenburg auch die Funktion des Mittelbereichs. Im Einzelnen gehören folgende Städte und Gemeinden im Ortenaukreis zum Mittelbereich Offenburg: Appenweier, Bad Peterstal-Griesbach, Berghaupten, Biberach, Durbach, Gengenbach, Hohberg, Lautenbach, Neuried, Nordrach, Oberharmersbach, Oberkirch, Ohlsbach, Oppenau, Ortenberg, Schutterwald und Zell am Harmersbach. Darüber hinaus gibt es Verflechtungen mit dem Raum Straßburg in Frankreich.

## Geschichte

### Besiedlung in römischer Zeit
Seit Mitte des 19. Jahrhunderts sind umfangreiche Spuren der Besiedlung des Offenburger Raumes durch das Römische Reich gesichert worden. Den bedeutendsten Fund aus römischer Zeit stellt eine silberne Merkurstatue dar, die 1936 auf Offenburger Gemarkung in der städtischen Kiesgrube im Gewann Nachtweide gefunden wurde. Im heutigen Ortsteil Rammersweier errichteten die Römer ein Kleinkastell, in dessen Nähe in der zweiten Hälfte des 1. Jahrhunderts n. Chr. ein Ziegelbrennofen betrieben wurde. Ebenso konnten Reste eines Kastellbaus in der Offenburger Altstadt und in Zunsweier nachgewiesen werden. Nach der Limesverlagerung und dem daraus resultierenden Truppenabzug unter Trajan bestand weiterhin ein Vicus, welcher einen straßendorf-ähnlichen Aufbau mit giebelständigen Streifenhäusern aufwies. Die Länge des Dorfs wird auf rund 500 m geschätzt. Ein Steinausbau fand bis zum Ende der Siedlung im ersten Drittel des 3. Jahrhunderts nicht mehr statt.
siehe Hauptartikel: Vicus von Offenburg

### Freie Reichsstadt
Die erste sicher datierte urkundliche Erwähnung Offenburgs stammt aus dem Jahr 1148 unter der Herrschaft der Zähringer. Bereits 1240 wurde Offenburg Freie Reichsstadt, war aber später mehrmals verpfändet. Die Silbervorkommen bei Prinzbach, Haslach und Biberach im Kinzigtal nutzte Kaiser Friedrich II. und ließ hier, wie bereits in Hagenau, durch die Offenburger Reichsmünze Silberdenare prägen. Doch schon 1300 ließ König Albrecht diese wieder aufheben. Die Stadt war von einer dreifachen Mauer umgeben, versehen mit zahlreichen Türmen, und mit einer Bastion versehen, wie ein Kupferstich von Merian und eine Zeichnung von Grimmelshausen es zeigen.

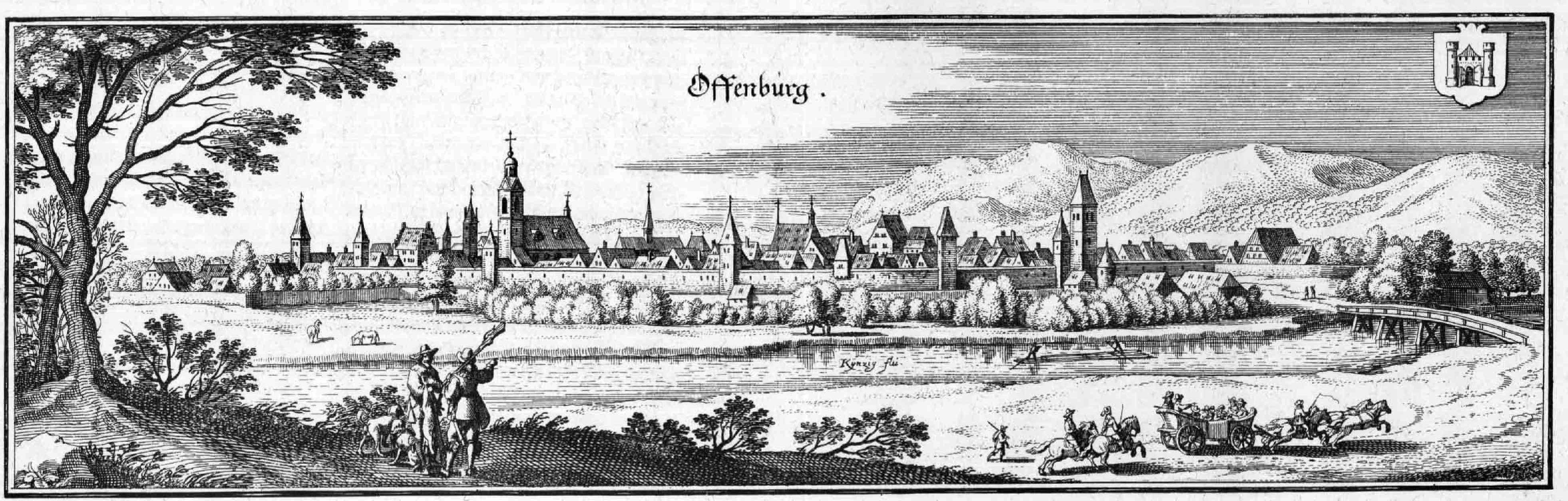
Offenburg

Ab 1500 lag die Stadt im Schwäbischen Reichskreis. Zu Beginn des 16. Jahrhunderts erreichten die Ausläufer des Landshuter Erbfolgekrieges die Ortenau. Nachdem Offenburg sich in der Folge der Machtkämpfe zwischen Kurfürst Philipp von der Pfalz und König Maximilian I. an die Seite des letzteren gestellt hatte, wurde mit dem durch den späteren Kaiser erteilten Privileg im Jahr 1504 zum ersten Mal die Gemarkung der Stadt verbrieft.
In Offenburg wurden von 1586 bis 1631 Hexenverfolgungen durchgeführt. 104 Frauen und Männer gerieten in einen Hexenprozess, 89 Personen wurden hingerichtet, auch aus Familien von Ratsherren und Handwerkern. Besonders bekannt wurde das Schicksal von Agnes Gotter.

### Pfälzischer Erbfolgekrieg und Zerstörung Offenburgs

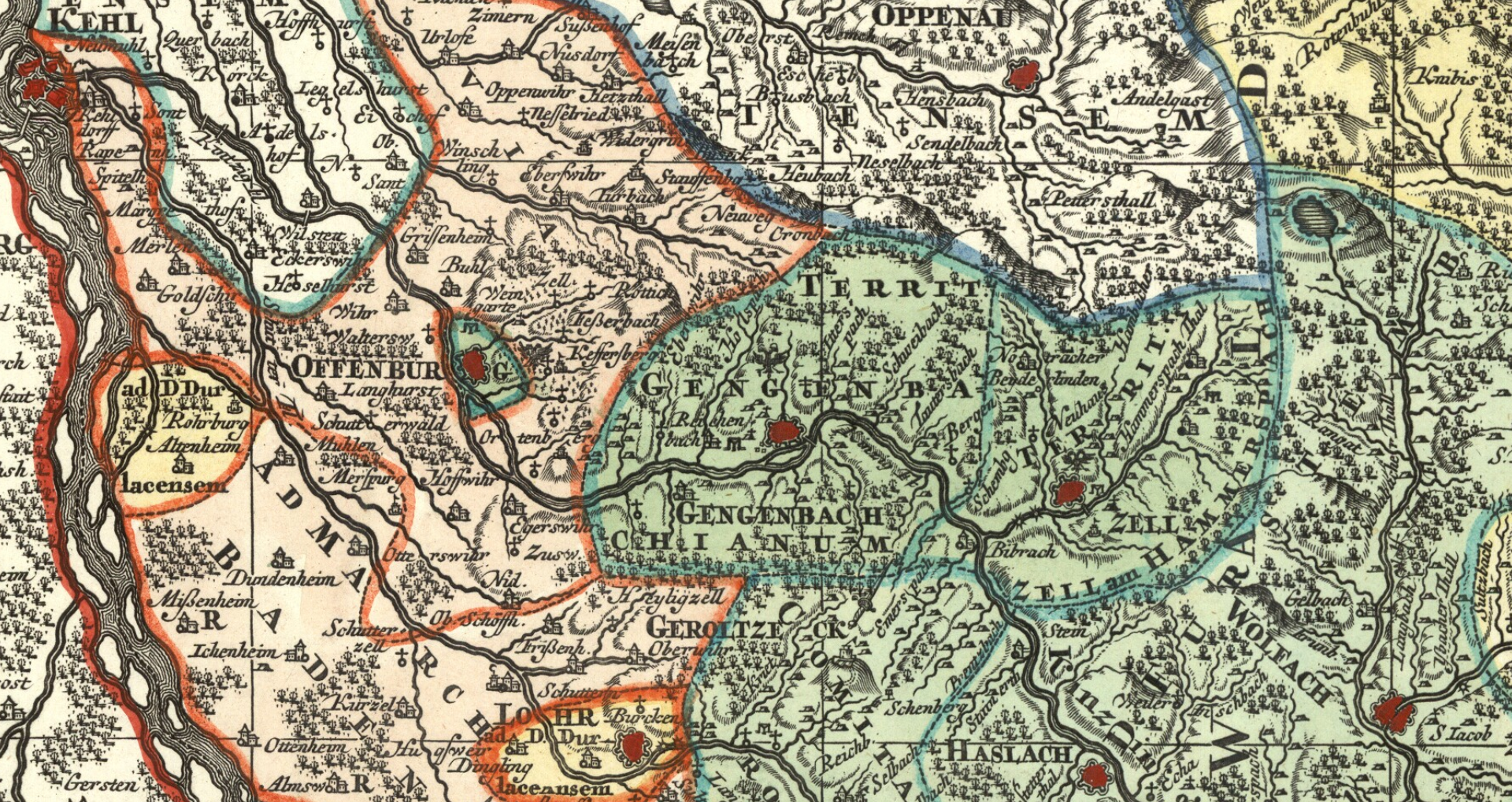
Territorium der Reichsstadt Offenburg und Umgebung im frühen 18. Jahrhundert.

Während der Eroberungskriege Ludwigs XIV. hatte Offenburg wiederholt unter militärischen Aktionen der Truppen des französischen Königs zu leiden. Im Pfälzischen Erbfolgekrieg erzwang der Straßburger Gouverneur, Generalleutnant Chamilly, nach Androhung der Zerstörung der Stadt eine französische Besetzung Offenburgs. Am 4. Oktober 1688 musste ein Kapitulationsvertrag unterschrieben werden, am 8. Oktober wurde die Stadt von 33 Kompanien Infanterie und Kavallerie besetzt, und bis zum Abzug der Truppen Ende Februar 1689 hatte die Bevölkerung nicht nur umfangreiche Kontributionen zu leisten, sondern wurde auch aufs äußerste drangsaliert. Darüber hinaus wurde die Befestigungsanlage zerstört. Die Bevölkerung begann danach den Wiederaufbau, doch bereits am 18. August 1689 zwang der Marschall Duras mit zehn Kompanien die Bauern der Umgegend die Befestigungen zu schleifen und bis auf die Fundamente abzutragen. Am 9. September 1689 wurde die Stadt in Brand gesteckt und bis auf das Kapuzinerkloster und zwei weitere Häuser vollständig zerstört.
1701 bis 1771 war Offenburg mit der Landvogtei an den Markgrafen von Baden zu Lehen gegeben.
Während der Koalitionskriege lag 1797 das französische Hauptquartier unter General Saint-Cyr für längere Zeit bei Offenburg.

Offenburg um 1845

### Übergang an Baden
1803 verlor Offenburg beim Reichsdeputationshauptschluss seinen Status als Freie Reichsstadt und wurde dem Land Baden zugeteilt, das 1806 zum Großherzogtum erhoben wurde. Offenburg wurde Sitz eines Amtes, später Bezirksamtes.

### Revolution 1848/49

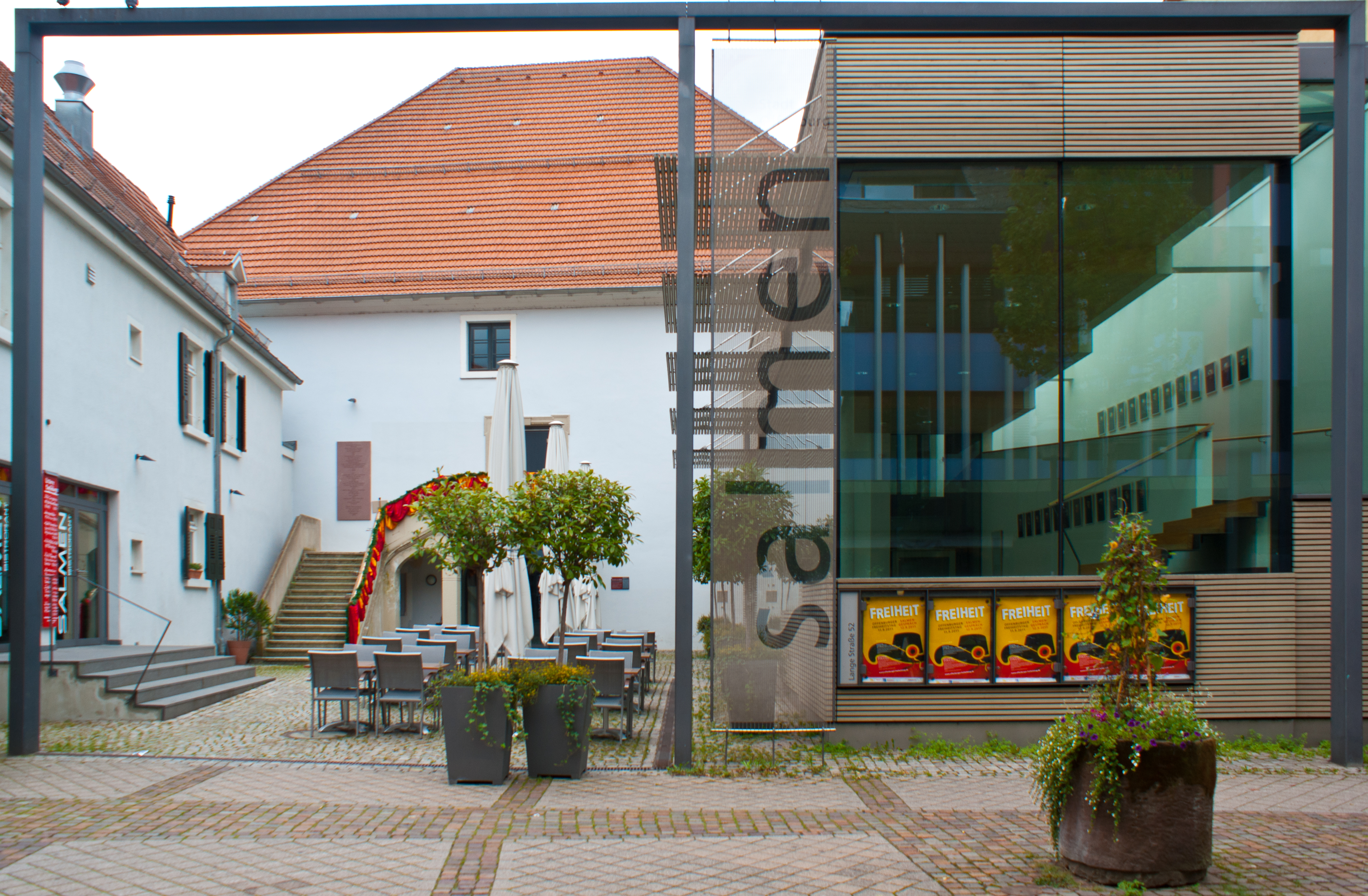
Der Salmen in seiner heutigen Funktion als Kulturstätte

Während der Revolution 1848/49 fanden in Offenburg drei Veranstaltungen statt, die wesentlich für die Demokratiebewegung werden sollten. Bereits im Vorfeld der Badischen Revolution wurden im Gasthaus Salmen am 12. September 1847 in der radikaldemokratischen Offenburger Versammlung die Forderungen des Volkes in Baden proklamiert. Die Karlsbader Beschlüsse wurden zurückgewiesen, man forderte Grund- und Menschenrechte wie die Pressefreiheit sowie eine progressive Einkommensteuer.
Am 19. März 1848 fand die zweite Offenburger Volksversammlung mit 20.000 Teilnehmern statt, die die Forderungen von 1847 bestätigte und erweiterte. Unter anderem wurde die Forderung ins Land getragen, in jeder Gemeinde einen „vaterländischen Verein“ zu gründen, dessen Aufgabe es sei, für die Bewaffnung, die politische und soziale Bildung des Volkes sowie für seine ihm zustehenden Rechte zu sorgen. Diese Aufforderung verhallte nicht ungehört. Nach vorsichtigen Schätzungen bestanden ein Jahr später zwischen 420 und 430 Volksvereine mit etwa 35.000 bis 40.000 Mitgliedern. Zusammen mit den Turn-, Gesang- und Schützenvereinen war ein politischer Mobilisierungsgrad erreicht, der einzigartig in der Geschichte Badens ist.
In der ersten Landesversammlung der Badischen Volksvereine, am 12. bis 13. Mai 1849, trafen sich die demokratischen Kräfte im Bethlehem Badens, von wo aus, nach Bekanntwerden der Meuterei der Badischen Truppen in Rastatt, der Landesausschuss der Badischen Volksvereine am 13. Mai nach Karlsruhe zog, um dort die politische Macht zu übernehmen, als erste republikanisch-demokratische Regierung auf deutschem Boden. Deshalb ist Offenburg inzwischen eine zentrale Station der Straße der Demokratie von Frankfurt am Main bis nach Lörrach.
Doch bis zur heutigen Verfassung war es noch ein sehr langer Weg, denn zunächst flüchtete die provisorische Regierung nach Offenburg und weiter nach Freiburg, und die Revolutionsarmee und Freischärler hatten gegen die schnell anrückenden Preußen und Reichsverbände keine Chance. Obwohl sie anfänglich auch Erfolge erzielten, konnten sie sich nicht halten. Als sich die Freischärler unter Franz Sigel bei Waghäusel im Gefecht bei Waghäusel zur Flucht auflösten, legte der Nachfolger Sigels, General Ludwik Mierosławski am 1. Juli 1849 den Oberbefehl nieder. Am 2. Juli 1849 besetzte eine 11.000 Mann starke preußische Truppe unter Prinz Wilhelm die Stadt, nachdem er im Großherzogtum Baden den Kriegszustand erklärt hatte. Es folgten zahlreiche Strafmaßnahmen. Die Stadt blieb besetzt, doch man feierte 1849 zusammen den Geburtstag des Großherzogs.
Der Waldbachfriedhof Offenburg wurde 1871 angelegt.

### Erster Weltkrieg
Während des Ersten Weltkriegs waren die Offenburger Bahnanlagen ab 1915 wiederholt das Ziel von Luftangriffen vereinzelter französischer und insbesondere britischer Flieger. Ab November 1917 intensivierten sich die Angriffe aus der Luft in erheblichem Maße und fanden ihren Höhepunkt im Sommer 1918. Hierbei kamen u. a. auch Großbomber des Typs Handley Page O/400 zum Einsatz. Nach den offiziellen Aufzeichnungen der Stadtverwaltung wurde Offenburg zwanzig Mal aus der Luft angegriffen, wobei am 22. Juli 1918 u. a. das Empfangsgebäude des Bahnhofs schwer beschädigt wurde und hierbei elf Menschen ums Leben kamen. Insgesamt wurden nach alliierten Quellen während des Krieges über 90 Tonnen Bomben auf das Stadtgebiet abgeworfen. Offenburg gehörte damit zu denjenigen Städten, die als erste den Auswirkungen eines strategischen Bombardements aus der Luft ausgesetzt waren.

### Weimarer Republik
Herausragendes Ereignis dieser Epoche war die Besetzung Offenburgs durch französische Truppen. In der Folge der alliierten Rheinlandbesetzung wurde auch Offenburg als Annex des Brückenkopfes Kehl am 4. Februar 1923 besetzt.
Anlass hierfür war der Vorwurf der französischen Regierung einer begangenen Verletzung gegen die Bestimmungen von Artikel 367 des Vertrags von Versailles. Dieser lautete: „Die Deutsche Regierung hat die internationalen Züge Paris–Bukarest und Paris–München–Prag vom 30. Januar ab eingestellt und nicht die notwendigen Anordnungen getroffen, um den Durchgang der an diese internationalen Züge angehängten alliierten Wagen durch das deutsche Gebiet sicherzustellen.“ Als Begründung hierfür hatte die deutsche Regierung den Kohlemangel angeführt. Daher wurde am 2. Februar 1923 beschlossen, als Sanktion die Grenze des Kehler Brückenkopfes bis zu den Bahnhöfen von Appenweier und Offenburg auszudehnen. Dies hatte zur Folge, dass der Eisenbahnverkehr auf der wichtigen Hauptbahn Karlsruhe–Basel unterbrochen wurde und umfangreiche Umleitungsmaßnahmen notwendig machte. Der Abzug der Besatzungstruppen erfolgte am 18. August 1924.

### Zeit des Nationalsozialismus

#### Machtübernahme der NSDAP und die Errichtung der Diktatur Hitlers
Wie in anderen Teilen Deutschlands auch schritten mit der Machtübernahme der NSDAP im Jahr 1933 die Gleichschaltung und Übernahme der kommunalen Institutionen voran.
Ende der 1930er Jahre überschritt die Einwohnerzahl der Stadt Offenburg die Marke von 20.000.
1939 wurde Offenburg Sitz des Landkreises Offenburg, der aus dem bisherigen Bezirksamt hervorging.

#### Die jüdische Bevölkerung und deren Verfolgung während der nationalsozialistischen Gewaltherrschaft
Mindestens seit Anfang des 19. Jahrhunderts waren jüdische Familien in der Stadt ansässig. Mitte des 19. Jahrhunderts wurde eine Mikwe entdeckt, die vor 1689 gebaut wurde. Das Gasthaus „Zum Salmen“ wurde 1875 zu einer Synagoge umgebaut. Im Zuge der Novemberpogrome wurden am 10. November 1938 die Synagoge und ein jüdisches Café verwüstet und anschließend Gegenstände aus der Synagoge, wie die Tora, vor dem Rathaus verbrannt. Alle erwachsenen männlichen Einwohner jüdischen Glaubens wurden verhaftet und ins Konzentrationslager Dachau deportiert. Vorher wurden sie von Angehörigen der SS in einem eineinhalbstündigen Marsch durch die Stadt zum Bahnhof getrieben, währenddessen sie gedemütigt und geschlagen wurden. Am 22. Oktober 1940 wurden im Rahmen der Wagner-Bürckel-Aktion die letzten in Offenburg lebenden Deutschen jüdischen Glaubens in das Camp de Gurs deportiert. Daran erinnern ein Denkmal in Neckarzimmern sowie ein Ehrenmal, das 1990 auf dem Jüdischen Friedhof errichtet wurde. Auf dem Friedhof befindet sich auch eine Gedenkstätte, mit der an Opfer von Zwangsarbeit erinnert wird. Gegen Ende des Zweiten Weltkrieges verübten Gestapo-Beamte Mordaktionen im Rammersweierer Wald: am 27. November 1944 wurden vier Französinnen durch Genickschuss ermordet und am 6. Dezember desselben Jahres elf Familienväter, die sich der Zwangsrekrutierung entziehen wollten. Auch ihrer wird mit einem Denkmal gedacht. Da es nach dem Krieg keine jüdische Gemeinde in Offenburg mehr gab, verkaufte der Oberrat der Israeliten Badens das Gebäude der Synagoge. Das Vorderhaus wurde 1955 abgerissen und ein Wohn- und Geschäftshaus errichtet. Heute erinnert ein 1978 errichtetes Denkmal an die Geschehnisse.

### Zweiter Weltkrieg
Während des Zweiten Weltkriegs war die Zivilbevölkerung aufgrund der Nähe zur französischen Grenze den unterschiedlichsten Auswirkungen und Beschränkungen, wie etwa Evakuierungsmaßnahmen nach Kriegsbeginn 1939 und gegen Kriegsende 1945 ausgesetzt. Darüber hinaus wurden Teile der Bevölkerung zu Arbeiten im Zusammenhang mit dem Bau des Westwalls herangezogen.

Im Laufe des Zweiten Weltkriegs waren die im Nordosten der Stadt gelegenen Bahnanlagen ab dem ersten größeren Luftangriff am 6. September 1943 mehrfach das Ziel von Angriffen der alliierten Luftstreitkräfte. Der schwerste Luftangriff, der Offenburg am 27. November 1944 traf, war die Operation 727 der USAAF. Dabei wurden 76 Menschen getötet, 77 verletzt und 245 obdachlos. Vor allem das Eisenbahnausbesserungswerk, die Artilleriekaserne, das Industriegebiet (Nord), die heutige Georg-Monsch-Schule sowie Gebäude in der Hauptstraße, Goldgasse, Lange Straße und am Lindenplatz wurden getroffen. Das Franckenstein'sche Haus (Hauptstraße), das Gasthaus Engel (Hauptstr. 84) sowie die Parklichtspiele in der Gustav-Rée-Anlage wurden zerstört. 

Die in Folge stattfindenden Luftangriffe bis Kriegsende durch Jagdbomber sowie am 15. Februar und am 4. März 1945 durch taktische und strategische Bomber, hatten allesamt das Ziel, den Verkehr in dem für den Nachschub an der Westfront wichtigen Bahnknotenpunkt zu unterbinden, insbesondere während der Kämpfe um den Brückenkopf Elsass.

Insgesamt forderten die Luftangriffe mindestens 146 Tote.
Darüber hinaus waren Offenburg und die rheinwärts liegenden Umlandgemeinden zeitgleich mit dem Einrücken der alliierten Streitkräfte in das Elsass ab November 1944 immer wieder Ziel von großkalibrigem Artilleriebeschuss, der bis zur Einnahme der Stadt im April 1945 andauerte.
Zwischen März und April 1945 waren in der Artilleriekaserne 41 („La Horie“) über 600 Häftlinge des KZ Natzweiler-Struthof einquartiert, die zum Entschärfen von Blindgängern, zur Beseitigung von Bombenschäden und zum Reparieren beschädigter Bahngleise eingesetzt wurden.
In Erwartung der heranrückenden alliierten Truppen wurden ab dem 10. April 1945 zahllose Brücken durch die Deutsche Wehrmacht gesprengt. Am 15. April 1945 marschierten französische Truppen von Norden her kommend in die Stadt ein und übernahmen die militärische und administrative Gewalt. 

Am 4. Mai wurden 114 bereits befreite Zwangsarbeiter getötet, als Sprengladungen mit Langzeitzünder detonierten, die von Wehrmachtssoldaten in Kellerräumen der Ihlenfeldkaserne angebracht worden waren.
Bis zur Gründung der Bundesrepublik Deutschland lag Offenburg in der französischen Besatzungszone. Infolgedessen wurden in Offenburg Einheiten der Forces françaises en Allemagne einquartiert, und Offenburg wurde damit bis zum Abzug der Truppen im Jahr 1992 französische Garnisonsstadt.

### Seit 1945
Nach dem Zweiten Weltkrieg lag Offenburg in der französischen Besatzungszone und damit bis zur Bildung des sogenannten Südweststaates Baden-Württemberg am 25. April 1952 im Land Baden.
Nach der Besatzungszeit und der Währungsreform nahm die Stadt einen stetigen wirtschaftlichen Aufschwung. Die fortschreitende europäische Einigung und die dadurch erfolgte Umkehr des ehemaligen Standortnachteils einer konfliktbeladenen Grenze zu Frankreich in einen Standortvorteil führten diese positive Entwicklung fort und begünstigten die Entwicklung Offenburgs zu einem prosperierenden, verkehrsgünstig gelegenen Wirtschaftsstandort.
Am 19. Juni 1974 schloss die Stadt einen Vertrag über die Gründung einer Verwaltungsgemeinschaft mit Ortenberg, Durbach und Hohberg.
1980 und 2022 fanden in Offenburg die Heimattage Baden-Württemberg statt.

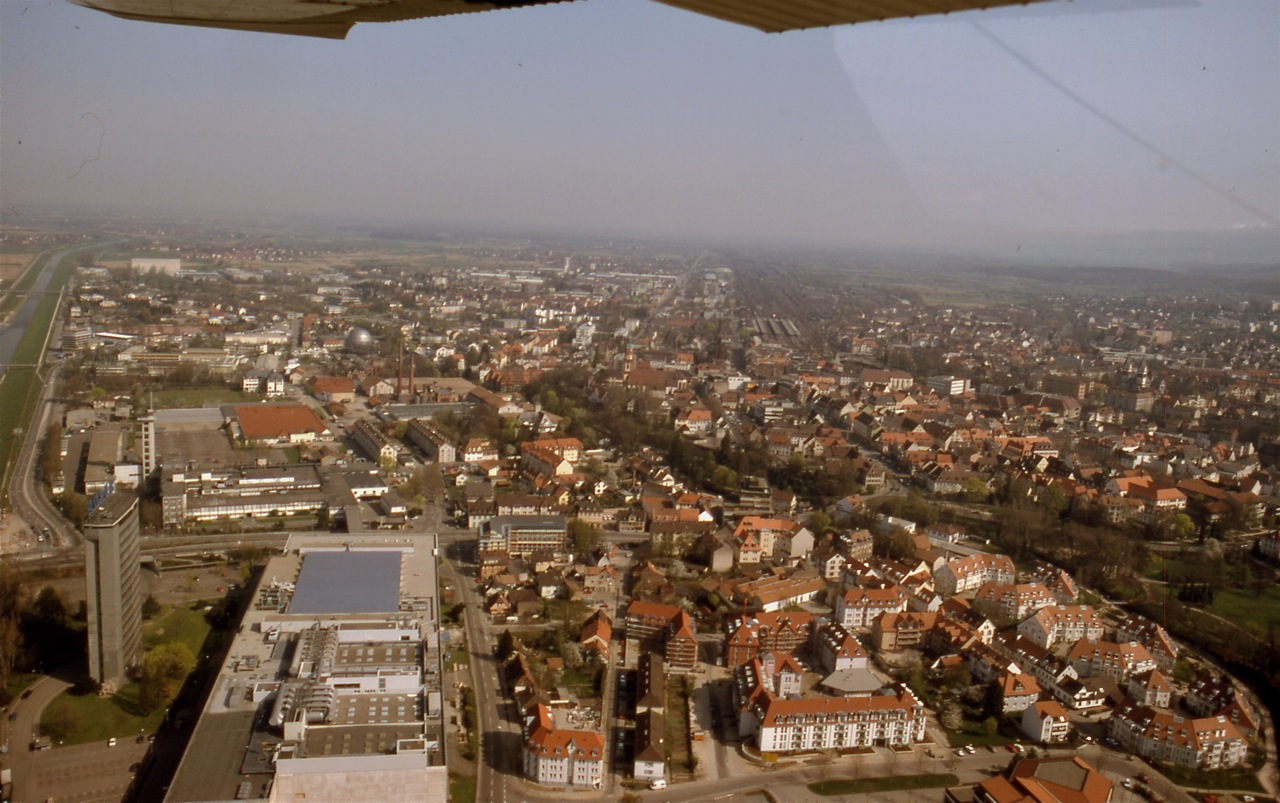
Luftaufnahme aus dem Jahr 1992, im Vordergrund links die Burda-Druckerei und die Kinzigvorstadt

#### Gebietsreform in den 1970er Jahren und Eingemeindungen
In den frühen 1970er Jahren wurden im Zuge der Gemeindereform elf ehemals selbständige Gemeinden in die Stadt eingegliedert. Damit erreichte das Stadtgebiet seine heutige Ausdehnung. Im Rahmen der Kreisreform wurde Offenburg am 1. Januar 1973 Sitz des aus mehreren Landkreisen neu gebildeten Ortenaukreises.
Folgende Gemeinden wurden als Ortsteile in die Stadt Offenburg eingemeindet:
- 1. Januar 1971: Fessenbach, Zell-Weierbach[19]
- 1. Dezember 1971: Bühl, Elgersweier, Griesheim, Rammersweier, Waltersweier, Weier[19]
- 1. Januar 1973: Zunsweier[19]
- 1. Januar 1975: Bohlsbach, Windschläg[20]

#### Eingemeindete Ortsteile
Auch die ehemals selbständigen Ortsteile Offenburgs haben jeder für sich eine eigenständige, weit zurückreichende Geschichte, die gegenüber derjenigen der ehemaligen Reichsstadt Offenburg bis zum Übergang an Baden von der jeweiligen Territorialzugehörigkeit bestimmt wurde. Fast alle Umlandgemeinden gehörten seit dem Spätmittelalter zur Landvogtei Ortenau Vorderösterreichs und waren den Gerichten Griesheim bzw. Ortenberg unterstellt. Windschläg wurde 1656 durch den österreichischen Regenten Erzherzog Ferdinand an Carl von Neveu übergeben. Die Familie herrschte über den Ort bis 1805, als Windschläg wie alle anderen Ortsteile (außer Teile von Zunsweier) an Baden kamen und dem Amtsbezirk Offenburg zugeordnet wurden. In Zunsweier hatten die Herren von Geroldseck Anteile. Ihre Vögte residierten im „Leyenschen Hof“. Ihr Anteil am Ort Zunsweier gelangte erst 1819 an Baden. Bühl wurde um ca. 1696 durch das Geschlecht der Edlen von Bank, stammend aus Ausserbraz im Gebiet Vorarlberg-Tirol, mitbesiedelt.
Die Stadtteile wurden wie folgt erstmals urkundlich erwähnt:
Bohlsbach 960 als Badelsbach, Bühl 1242 als villa Buhele, Elgersweier 1242 als villa Ergerswilre, Fessenbach 1245 als rivus Vessenbach, Griesheim 1242, Rammersweier 1242 als Romeswilre, Waltersweier 777 als „Waltharisvillare“, Weier 1308 als „Wilre“, Windschläg 1111 bzw. 1114 als Windisleh und Zunsweier 1136 als Zunswilre. Zell-Weierbach entstand 1820 durch Vereinigung mehrerer Orte, darunter Zell, das 1242 als Celle und Weierbach, das 1235 als Weyerbach erstmals erwähnt worden war, ferner Hasengrund, das 1655 von Weierbach getrennt worden war.

#### Wappen der Ortsteile

Fessenbach
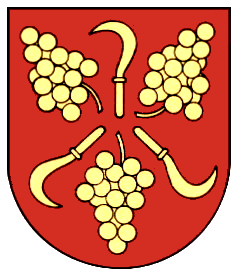
Zell-Weierbach
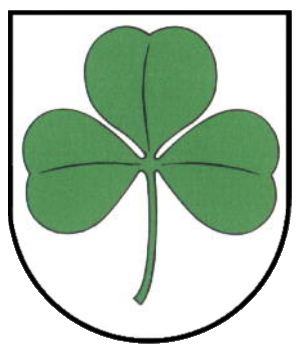
Bühl
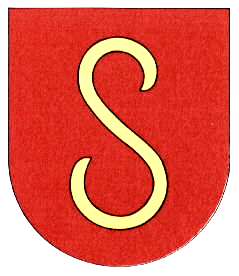
Elgersweier
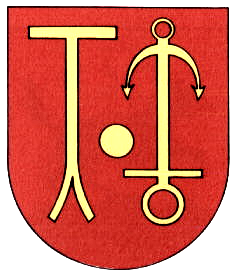
Griesheim
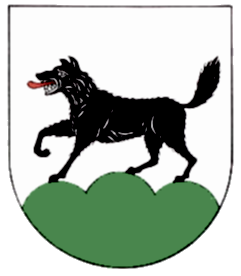
Rammersweier
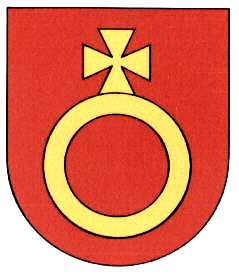
Waltersweier
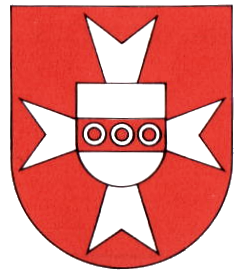
Weier
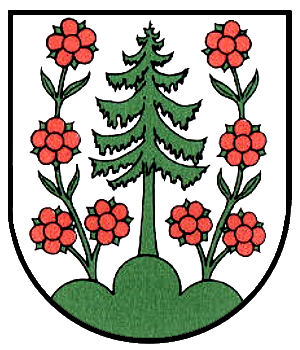
Zunsweier
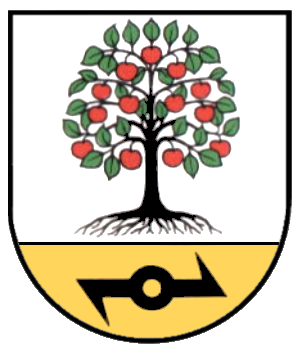
Bohlsbach
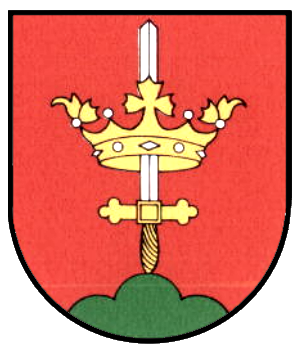
Windschläg

## Demographie

Offenburg Bevölkerungsentwicklung von 1802 bis 2016 nach nebenstehender Tabelle

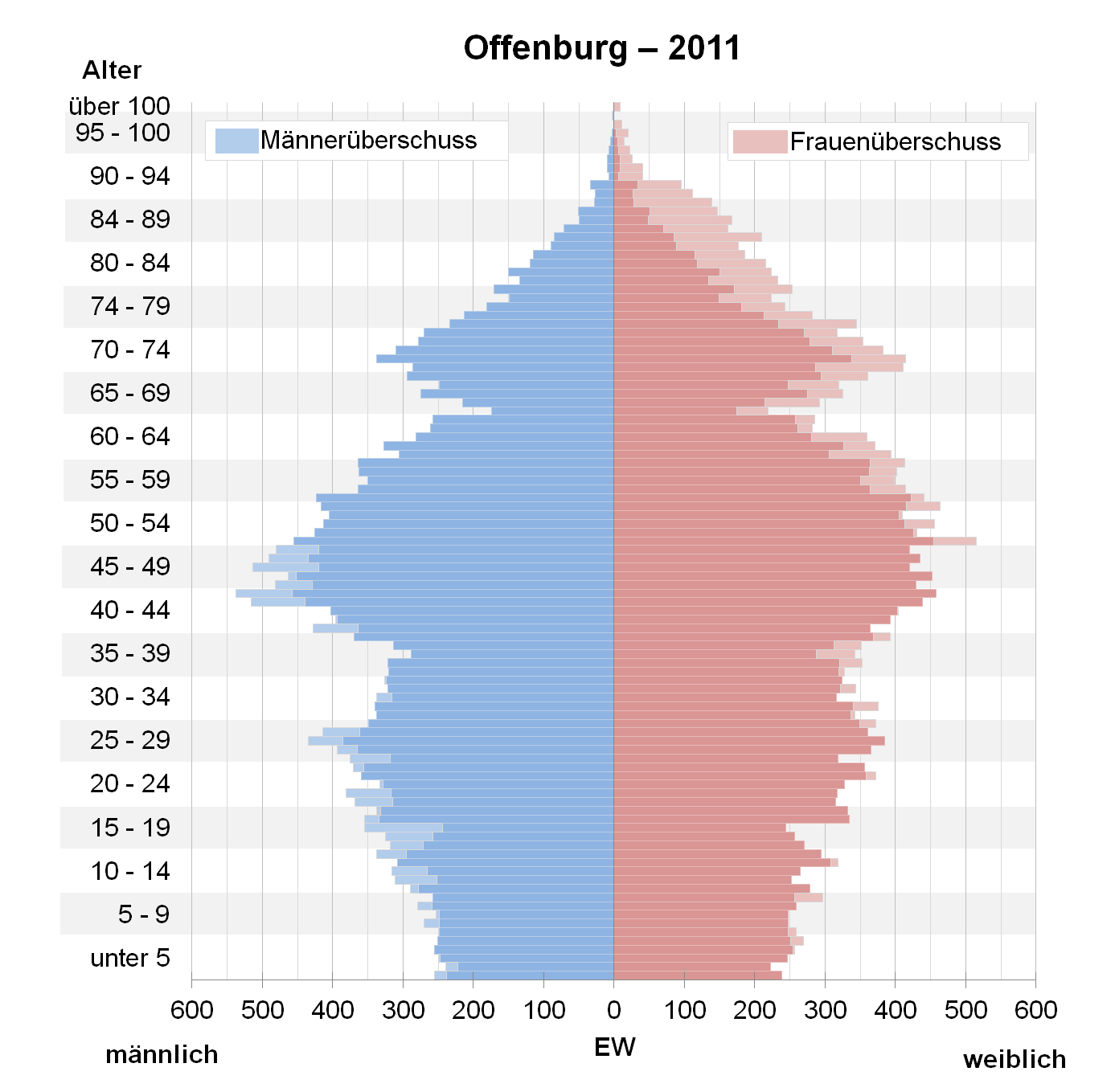
Bevölkerungspyramide für Offenburg (Datenquelle: Zensus 2011)

Einwohnerzahlen nach dem jeweiligen Gebietsstand. Die Zahlen sind Volkszählungsergebnisse (¹) oder amtliche Fortschreibungen der jeweiligen Statistischen Ämter (nur Hauptwohnsitze).
| Jahr            | Einwohner |
| --------------- | --------- |
| 1802            | 2.390     |
| 1814            | 2.880     |
| 1825            | 3.564     |
| 1834            | 3.522     |
| 1852            | 4.226     |
| 1864            | 5.196     |
| 01. Dez. 1871   | 5.754     |
| 01. Dez. 1880 1 | 7.274     |
| 01. Dez. 1900 1 | 13.664    |
| 01. Dez. 1910 1 | 16.848    |
| 1913            | 16.848    |
| 16. Juni 1925 1 | 16.613    |
| 16. Juni 1933 1 | 17.976    |
| 17. Mai 1939 1  | 20.133    |
| 1946 1          | 19.574    |

| Jahr             | Einwohner |
| ---------------- | --------- |
| 13. Sept. 1950 1 | 22.560    |
| 06. Juni 1961 1  | 27.569    |
| 27. Mai 1970 1   | 33.051    |
| 31. Dez. 1975    | 51.553    |
| 31. Dez. 1980    | 50.486    |
| 25. Mai 1987 1   | 51.311    |
| 31. Dez. 1990    | 52.964    |
| 31. Dez. 1995    | 56.045    |
| 31. Dez. 2000    | 57.455    |
| 31. Dez. 2005    | 58.793    |
| 31. Dez. 2010    | 59.215    |
| 09. Mai 2011     | 57.228    |
| 31. Dez. 2015    | 58.465    |
| 31. Dez. 2020    | 60.388    |
| 31. Dez. 2022    | 61.670    |

Zum 31. Dezember 2017 verzeichnete die Stadt einen Anteil von 35,4 Prozent Bewohnern mit Migrationshintergrund, darunter 12,9 Prozent Ausländer (Einwohner ohne deutsche Staatsangehörigkeit) und 8,2 Prozent deutsche Aussiedler.

## Religionen
Gemäß Zensus 2011 waren 51,6 % der Offenburger römisch-katholisch, 24,6 % evangelisch, 1,9 % orthodox, 3,0 % gehörten einer anderen und 18,2 % keiner öffentlich-rechtlichen Religionsgemeinschaft an.

### Römisch-katholisch

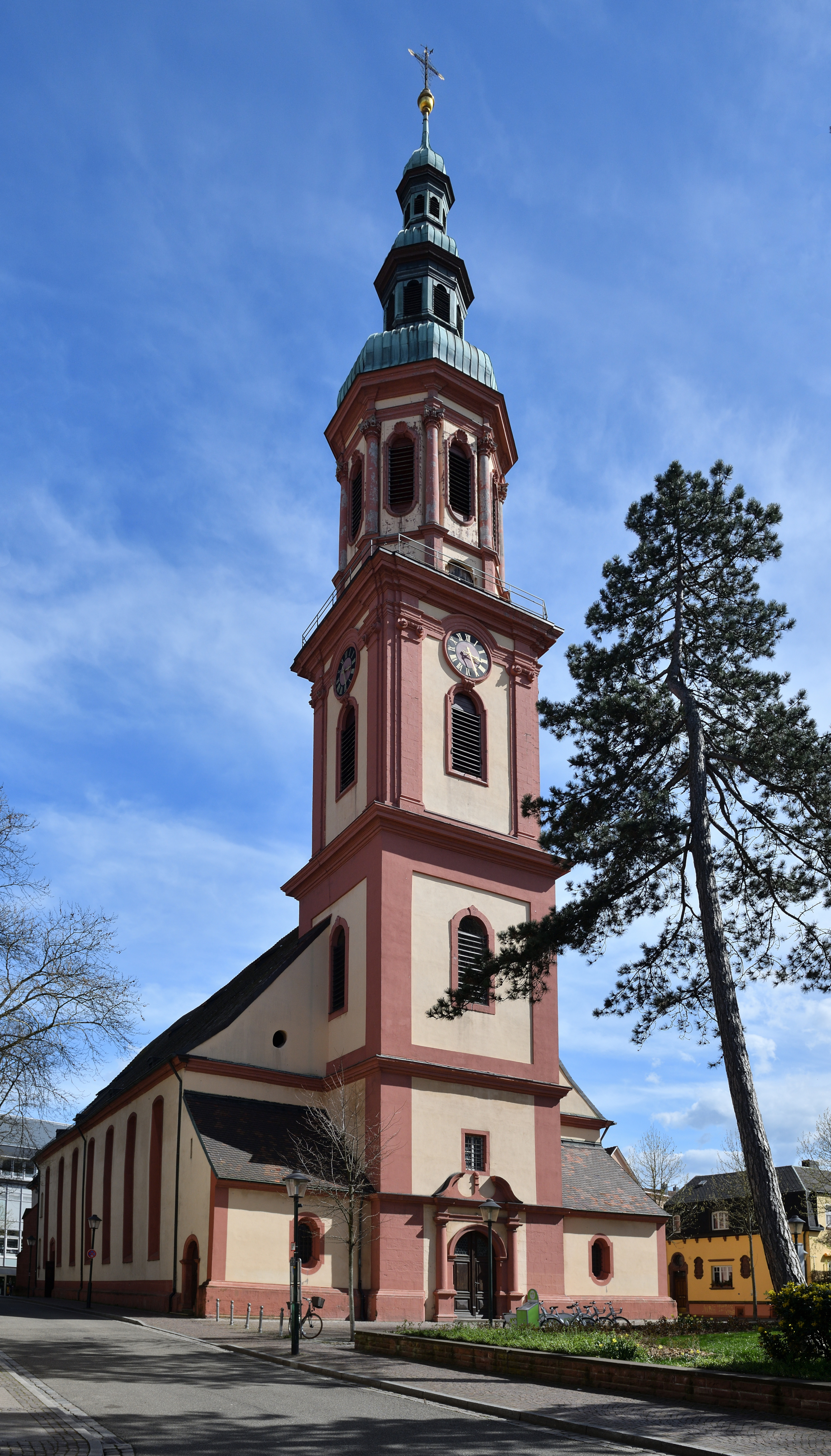
Katholische Heilig-Kreuz-Kirche

Offenburg gehörte zunächst zum Bistum Straßburg und war dem Archidiakonat Ortenau unterstellt. Schon 774 war Offenburg Sitz eines Dekans für das gesamte Umland. Eine eigene Pfarrei ist erstmals 1182 genannt. Dabei handelt es sich wohl um die heutige Heilig-Kreuz-Kirche, die im 13. Jahrhundert errichtet und nach dem Stadtbrand von 1689 ab 1700 neu gebaut wurde. 1280 wurden Franziskaner nach Offenburg gerufen. Sie gründeten ein Kloster, das ebenfalls nach dem Stadtbrand neu gebaut wurde. 1396 wurde im benachbarten Weingarten die Filialkirche Zu Unserer Lieben Frau errichtet. Ab 1497 gab es noch das Bühlwegkirchlein in Käfersberg. Die Pfarrkirche Offenburgs hatte ab 1350 bis zu elf Kaplaneien.
Nach 1525 trat die Stadt zur Reformation über, doch kehrte sie nach 1530 wieder zum alten Glauben zurück und blieb danach über Jahrhunderte eine ausschließlich katholische Stadt. 1591 verbot der Rat der Stadt sogar die Aufnahme nichtkatholischer Bürger. Nach Aufhebung des Bistums Straßburg 1803 gehörte die Kirchengemeinde zunächst zum Bistum Konstanz, bevor sie 1821/1827 Teil des neu gegründeten Erzbistums Freiburg wurde. Auch hier wurde Offenburg Sitz eines Dekanats, zu dem alle katholischen Gemeinden im heutigen Stadtgebiet gehören. Neben den bereits genannten Gemeinden entstanden 1917 die Dreifaltigkeitspfarrei (Kirche von 1906) und 1956 die Pfarrkuratie St. Josef (Josefskirche im Stadtteil Hildboltsweier von 1938/1939), aus der 1973 die Pfarrei Heilig Geist hervorging (Heilig-Geist-Kirche im Stadtteil Albersbösch 1973) sowie die Pfarrei St. Fidelis. Auch in den Stadtteilen Bohlsbach, Bühl, Elgersweier, Griesheim, Rammersweier, Waltersweier, Weier, Weingarten (Zell-Weierbach), Windschläg und Zunsweier gibt es jeweils eine katholische Gemeinde (zu den zugehörigen Kirchen vgl. bei Bauwerke). Fessenbach gehört zur Gemeinde Weingarten. Seit der Dekanatsreform am 1. Januar 2008 gehört Offenburg mit der Heilig Kreuz-Kirche und Dreifaltigkeitskirche zum Dekanat Offenburg-Kinzigtal und gehört zudem zur Seelsorgeeinheit St. Ursula Katholische Kirchengemeinde.

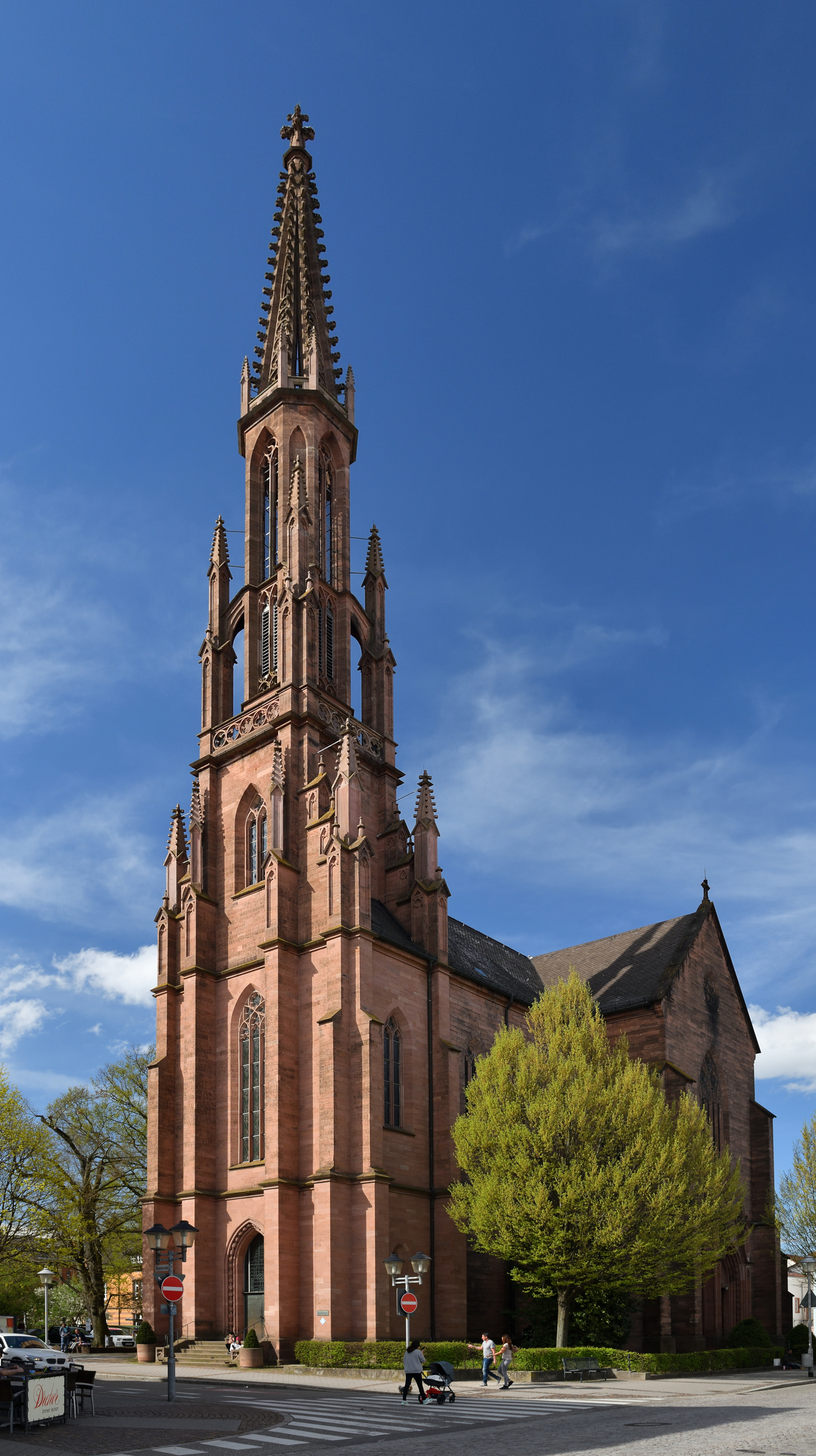
Evangelische Stadtkirche

### Evangelisch
Anfang des 19. Jahrhunderts zogen auch Protestanten nach Offenburg. 1847 wurde die evangelische Gemeinde gegründet. Anfangs konnte sie in der ehemaligen Klosterkirche des Kapuzinerklosters ihre Gottesdienste abhalten, bis von 1857 bis 1864 die evangelische Stadtkirche nach Plänen von Jakob Friedrich Eisenlohr († 1855), Eduard Hermann († 1860) und Ludwig Arnold (* 1826) erbaut wurde. Zur Gemeinde gehörten auch die Protestanten der heutigen Stadtteile Offenburgs, sofern es dort damals überhaupt Protestanten gab. 1912 wurde eine zweite Pfarrei in der Stadtkirchengemeinde errichtet. 1927 entstand die Auferstehungsgemeinde, die heute auch für den Stadtteil Fessenbach zuständig ist (ihre heutige Kirche ist ein Beton-Neubau). Nach dem Zweiten Weltkrieg wurden weitere evangelische Gemeinden gegründet, und zwar die Erlösergemeinde 1958 mit Kirche von 1963 (daraus entstand dann 1970 die Christusgemeinde unter anderem für den Stadtteil Elgersweier und 1995 die Lukasgemeinde in Schutterwald), die Johannes-Brenz-Gemeinde (1975 unter anderem für Rammersweier, Zell-Weierbach, Durbach und Ebersweier) und die Matthäusgemeinde (1980 für die Stadtteile Bohlsbach, Bühl, Griesheim, Waltersweier, Weier und Windschläg). Somit gehören zu den Offenburger Kirchengemeinden auch die Protestanten der Nachbargemeinden Durbach, Ortenberg und Schutterwald. Alle Kirchengemeinden gehörten zunächst zum Kirchenbezirk Lahr der Evangelischen Landeskirche in Baden. Später wurde Offenburg Sitz eines eigenen Kirchenbezirk, der 2014 mit den Kirchenbezirken Kehl und Lahr zum Kirchenbezirk Ortenau fusionierte.

### Alt-Katholisch
Seit 1870 existiert mit der Pfarrgemeinde St. Mattias Offenburg eine alt-katholische Gemeinde in Offenburg. 1874 wurde das Nutzungsrecht der Kirche der 1870 entstandenen alt-katholischen Gemeinde übertragen. Die Kirche wurde von den Kapuzinern als Klosterkirche erbaut und befindet sich heute in der Gymnasiumstraße 7. St. Mattias ist baugeschichtlich die älteste Kirche der Stadt Offenburg.

### Evangelisch-freikirchlich
Die Vereinigung Evangelischer Freikirchen ist mit vier Gemeinden in Offenburg vertreten. Die Evangelisch-Freikirchliche Baptistengemeinde hat ihr Gotteshaus an der Grimmelshausenstraße 32, das auch von der Internationalen Gospelchurch Overcomers genutzt wird. Auf der Scherersmatt 10 in der benachbarten Gemeinde Ohlsbach befindet sich das Gemeindezentrum der Freien Christengemeinde und an der Seestraße 4 in der Kernstadt das der Siebenten-Tags-Adventisten.

### Sonstige
Weitere Offenburger Glaubensgemeinschaften mit christlichen Wurzeln sind die Kirche Jesu Christi der Heiligen der Letzten Tage, die Neuapostolische Kirche und die Zeugen Jehovas.
Die seit 1978 in Offenburg bestehende islamische Religionsgemeinschaft konnte 2002 eine Moschee in der Stegermattstraße (Offenburg-Süd) eröffnen.

## Politik

### Gemeinderat
Die Kommunalwahl am 9. Juni 2024 brachte bei einer Wahlbeteiligung von 58,28 % (2019: 52,74 %) das in den Diagrammen dargestellte Ergebnis:

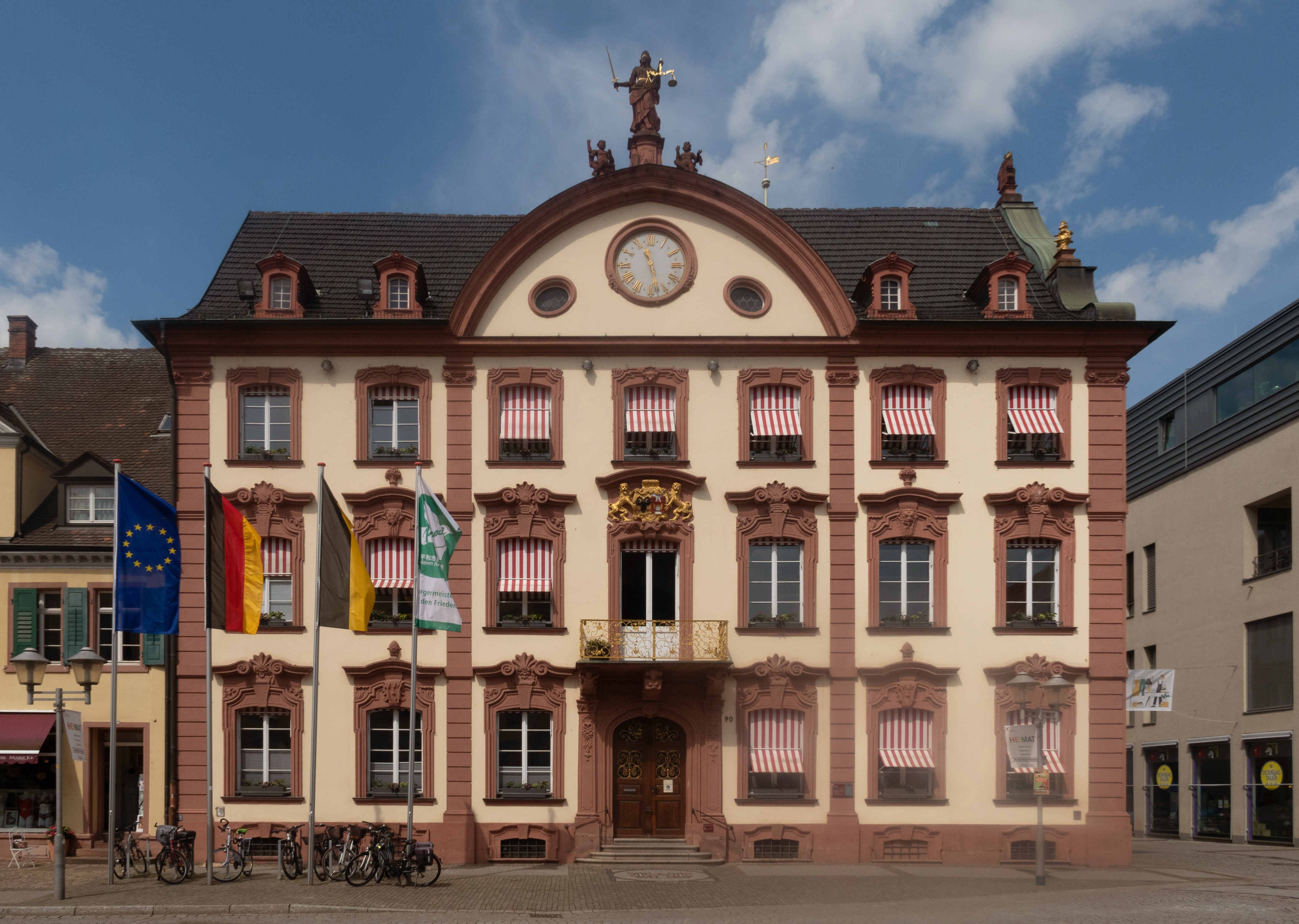
Offenburg, das Rathaus

- Linke: 1
- SPD: 5
- Grüne: 8
- FW: 6
- FDP: 2
- FBO: 3
- CDU: 9
- AfD: 6

### Bürgermeister
An der Spitze der Freien Reichsstadt Offenburg stand der Rat mit dem Schultheiß (Bürgermeister). Der Rat hatte zwölf Mitglieder. Ab etwa 1300 gab es daneben noch einen „jungen Rat“ der Zünfte. Im 14. Jahrhundert wurden die Bürgermeister von vier „Stettmeistern“ verdrängt. Nach dem Übergang an Baden leiteten der Bürgermeister und Gemeinderat sowie der Bürgerausschuss die Stadt. Neben dem Bürgermeister gab es ab 1898 einen zweiten Bürgermeister. Seit 1903 trägt das Stadtoberhaupt die Amtsbezeichnung Oberbürgermeister. Dieser wird heute für eine Amtszeit von acht Jahren direkt gewählt. Er ist Vorsitzender des Gemeinderats. Seine Stellvertreter sind der Erste Beigeordnete und der Zweite Beigeordnete, jeweils mit der Amtsbezeichnung „Bürgermeister“.

#### Reichsschultheiße
- 1801–1803: Leopold Witsch (bis zum Übergang Offenburgs an Baden der letzte Reichsschultheiß)

#### Bürgermeister
- 1803–1832: Johann Nepomuk Lihl und Joseph Matthäus Sebastian Gottwald (1803 bis 1826)[34]
- 1832–1840: Josef Karl Burger
- 1840–1845: Landolin Löffler
- 1845–1849: Gustav Rée
- 1849–1859: August Wiedemer (1849–1851 als Amtsverweser)
- 1860–1875: Bernhard Schaible
- 1875–1890: Franz Volk
- 1890–1893: Gustav Schweiß

#### Oberbürgermeister
- 1893–1921: Fritz Hermann (Mitglied der 1. Kammer der Badischen Ständeversammlung von 1913 bis 1919)
- 1921–1934: Josef Holler
- 1934–1945: Wolfram Rombach
- 1945: Hermann Isenmann (kommissarisch, eingesetzt durch die französische Besatzungsmacht)
- 1945–1946: Ludwig Heß (kommissarisch, eingesetzt durch die französische Besatzungsmacht)
- 1946–1947: Gustav Ernst (kommissarisch, eingesetzt durch die französische Besatzungsmacht)
- 1947–1948: R. Moßbrugger (kommissarisch, eingesetzt durch die französische Besatzungsmacht)
- 1949–1975: Karl Heitz
- 1975–1989: Martin Grüber
- 1989–2002: Wolfgang Bruder
- 2003–2018: Edith Schreiner
- Seit 3. Dezember 2018: Marco Steffens. Steffens erhielt bei der Wahl am 14. Oktober 2018 im ersten Wahlgang 52 % der Stimmen bei einer Wahlbeteiligung von 49,6 %.[35][36]

### Bundestagsabgeordnete
Dem 20. Deutschen Bundestag gehören für den Bundestagswahlkreis Offenburg (284) folgende Abgeordnete an:
- CDU: Stefan Kaufmann, seit 4. Januar 2024 als Nachrücker für den am 26. Dezember 2023 verstorbenen Wolfgang Schäuble.[37][38]
- FDP: Martin Gassner-Herz (Einzug über die Landesliste Baden-Württemberg der FDP; 14,7 % der Zweitstimmen)

In der Vergangenheit gehörten dem Deutschen Bundestag für den Bundestagswahlkreis Offenburg u. a. an:
- 1957–1972: Hans Furler, CDU
- 1972–1992: Harald B. Schäfer, SPD
- 2002–2013: Sibylle Laurischk, FDP
- 2004–2017: Elvira Drobinski-Weiß, SPD
- 1972–2023: Wolfgang Schäuble, CDU. Während der 19. Legislaturperiode bekleidete Dr. Wolfgang Schäuble das Amt des Präsidenten des Deutschen Bundestages. Seit 1972 gewann er vierzehn Mal in Folge das Direktmandat im Wahlkreis Offenburg und war dienstältester Abgeordneter in der Geschichte deutscher Nationalparlamente.

### Landtagsabgeordnete

#### Landtag von Baden-Württemberg (seit 1952)
Dem 17. Landtag von Baden-Württemberg gehören für den Landtagswahlkreis Offenburg (51) folgende Abgeordnete an:
- B’90/Grüne: Thomas Marwein, MdL seit 2011, (Landtagswahl 2021: Direktmandat, 36,8 % der Stimmen (2016: 33,7 %));
- CDU: Volker Schebesta, MdL seit 2001, (Landtagswahl 2021: Zweitmandat, 25,4 % der Stimmen (2016: 28,4 %)); Staatssekretär für Kultus, Jugend und Sport 3. Kabinett der Regierung Kretschmann;

In der Vergangenheit gehörten dem Landtag von Baden-Württemberg für den Landtagswahlkreis Offenburg u. a. an:
- 1970–2001: Robert Ruder, CDU
- 1992–1996: Harald B. Schäfer, SPD, Umweltminister im 2. Kabinett der Regierung Teufel

#### Badischer Landtag (1947–1952)
n.n.

#### Landtag der Republik Baden (1919–1933)
Dem Landtag der Republik Baden gehörten für den Wahlkreis „Stadt Offenburg“ u. a. an:
- 1919: Oskar Muser, DDP
- 1919: Franz Geiler
- 1919–1921: Philipp Martzloff, SPD
- 1925–1929: Wilhelm Egger, Zentrum

#### Badische Ständeversammlung (1819–1918)
Der 2. Kammer der Badischen Ständeversammlung gehörten für Offenburg an:
- 1819: (1. Badischer Landtag, 26. Juni 1819 – 5. September 1820): Leopold von Lassolaye
- 1820: Joseph Matthäus Sebastian Gottwald
- 1822–1828: Dominik Hog
- 1831: Josef Anton Billet
- 1831–1833: Josef Gläs
- 1835–1842: Josef Merk
- 1842–1846: Landolin Löffler
- 1846–1848: Johann Georg Christian Kapp
- 1850–1860: Josef Karl Burger
- 1861–1870: Karl Maria Josef Eckhard
- 1863–1870: Christian Wilhelm Gerbel
- 1871–1874: Mathias Intlekofer, Nationalliberale Partei
- 1875–1880: Karl von Grimm, Nationalliberale Partei
- 1881–1888: Karl Emil Burg
- 1889–1897: Oskar Muser, Freisinnige Partei
- 1897–1899: Karl Heimburger, Deutsche Fortschrittspartei
- 1899–1918: Oskar Muser, Fortschrittliche Volkspartei
- 1913: Franz Hauser, Zentrum
- 1909–1912: Georg Monsch (als Abgeordneter für den Wahlkreis Lahr)[39]

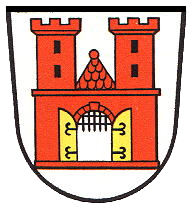
Offenburger Wappen, alte Fassung

### Wappen
Blasonierung (bis 2009): „In Silber ein rotes Stadttor mit beknauftem Zeltdach, flankiert von zwei schwarz befensterten Zinnentürmen, ausgeschwenkten, goldenen Torflügeln an schwarzen Angeln und gezogenem schwarzem Fallgatter.“

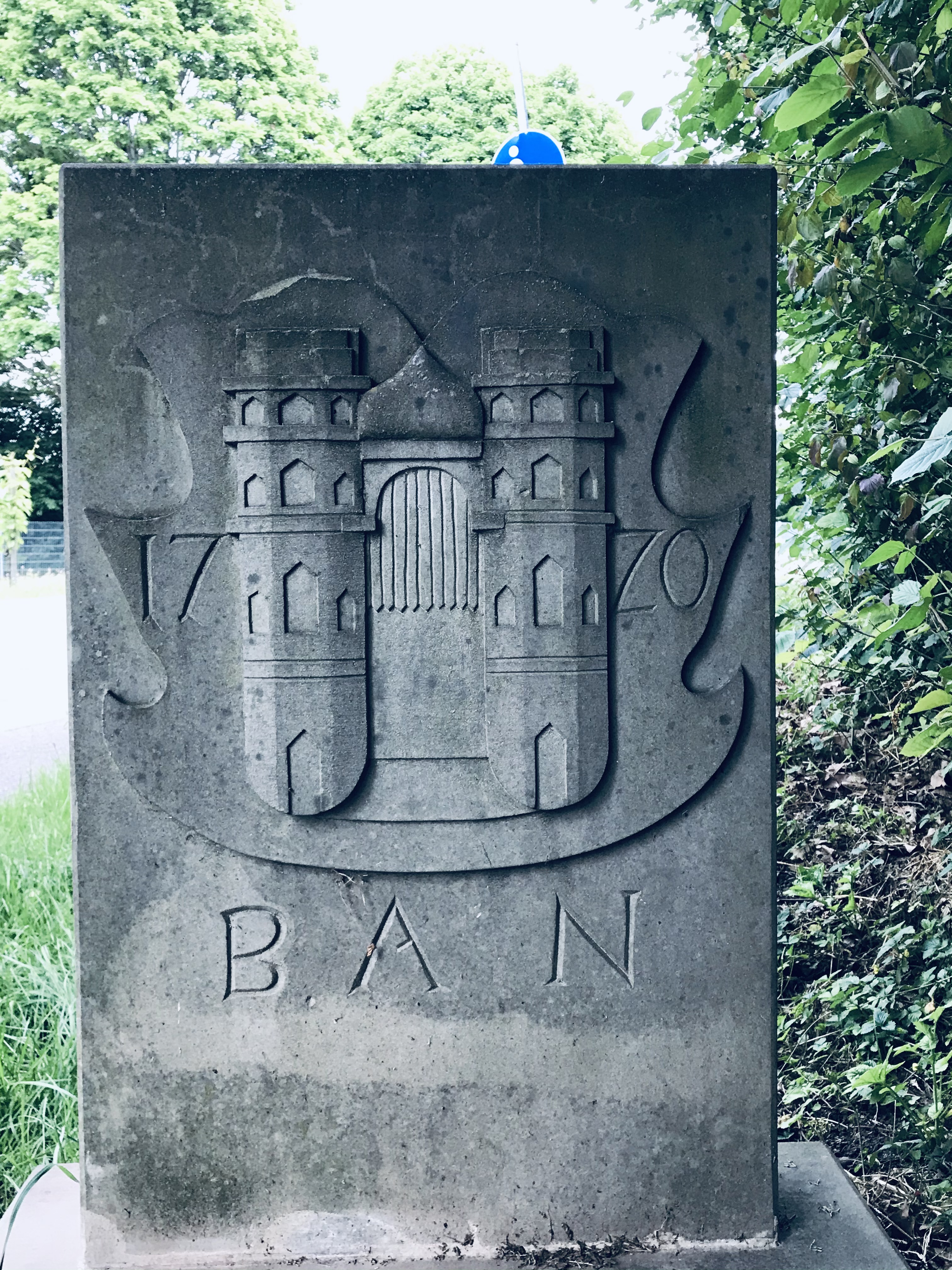
Offenburger Wappen auf Grenzstein an der Moltkestraße

In seiner aktuellen Verwendung ist das Wappen allerdings stark stilisiert: „In Silber ein offenes, rotes Stadttor (Torburg) mit stumpfem Giebel und ausgeschwenkten, goldenen Torflügeln, flankiert von zwei silberbefensterten Zinnentürmen.“ – Da es sich um eine offene Torburg handelt, ist es ein „redendes Wappen“.
Die Stadtflagge ist weiß-rot. Das Wappensymbol ist schon auf Siegeln seit 1284 nachweisbar. Im 18. Jahrhundert war auch ein Adler als Symbol der Reichsstadt in Verwendung. Die Blasonierung ist seit dem 16. Jahrhundert bekannt.

### Städtepartnerschaften
Offenburg unterhält mit folgenden Städten eine Partnerschaft:
- Lons-le-Saunier, Frankreich, seit 1959
- Weiz, Österreich, seit 1964
- Borehamwood, Vereinigtes Königreich, seit 1982
- Altenburg, Deutschland, seit 1988
- Allenstein, Polen, seit 1999
- Pietra Ligure, Italien, seit 2007

Der Stadtteil Zell-Weierbach unterhält mit folgender Stadt eine Partnerschaft:
- Saint-Jean-de-Losne, Frankreich, seit 1964
- Zudem bestehen Kontakte nach Zell, Vereinigte Staaten[40]

Der Stadtteil Bohlsbach unterhält mit folgender Stadt eine Partnerschaft:
- Perrigny, Frankreich, seit 1993

Von 1966 bis zur Außerdienststellung des Schiffes im Jahr 1993 unterhielt die Stadt Offenburg eine Patenschaft zum Versorger „Offenburg“ (A-1417) der Bundesmarine. Seit der Zugtaufe im Offenburger Bahnhof am 22. November 2003 ist Offenburg Pate eines ICE der Baureihe 403. Ebenfalls trägt ein Fahrzeug der Ortenau-S-Bahn des Herstellers Adtranz und das erste Fahrzeug der OSB der Baureihe Mireo Plus B den Namen der Stadt.

## Kultur und Sehenswürdigkeiten

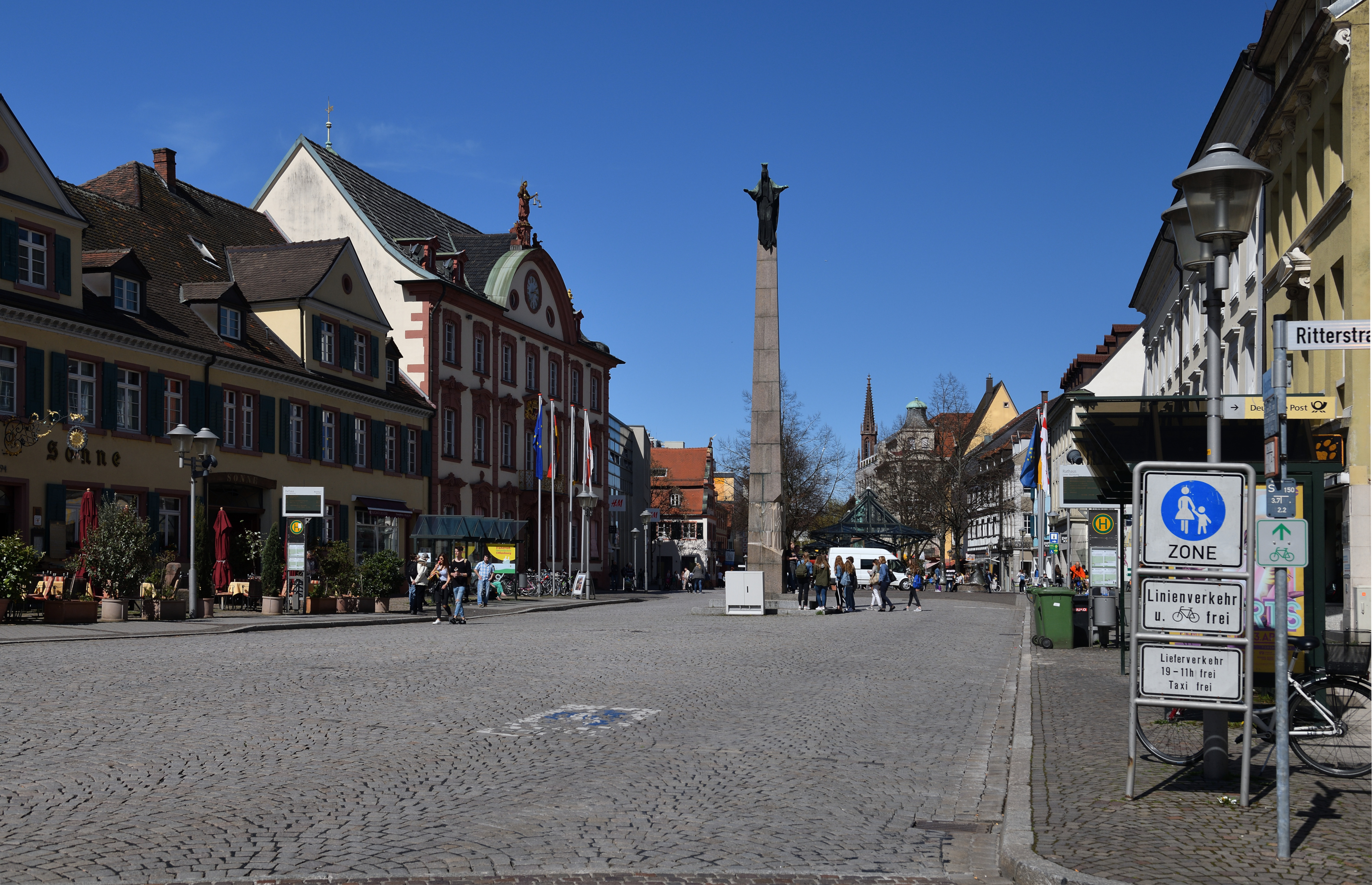
Ein Teil der Hauptstraße ist zum Platz mit Rathaus und Ursulasäule aufgeweitet.

### Theater und Museen
Für Theaterdarbietungen werden u. a. die Oberrheinhalle und die Baden Arena auf dem Messegelände, die Reithalle auf dem Kulturforum, der historische Salmen und der Schillersaal genutzt.
Das Museum im Ritterhaus, um 1900 gegründet durch Carl Frowin Mayer, umfasst einen Bestand mit mehr als 9.000 Objekten. Neben archäologischen Ausgrabungsstücken sind stadtgeschichtliche Zeugnisse vom Mittelalter bis in die Gegenwart, Objekte religiöser Volkskunst und Judaica zu sehen. Außerdem findet man Wissenswertes zur regionalen Naturkunde, geologische Exponate und eine kuriose kolonialzeitliche Völkerkundesammlung mit Großwildtrophäen und Masken.
In der Städtischen Galerie Offenburg auf dem Kulturforum sind wechselnde Ausstellungen moderner und zeitgenössischer Kunst zu sehen.

### Bauwerke

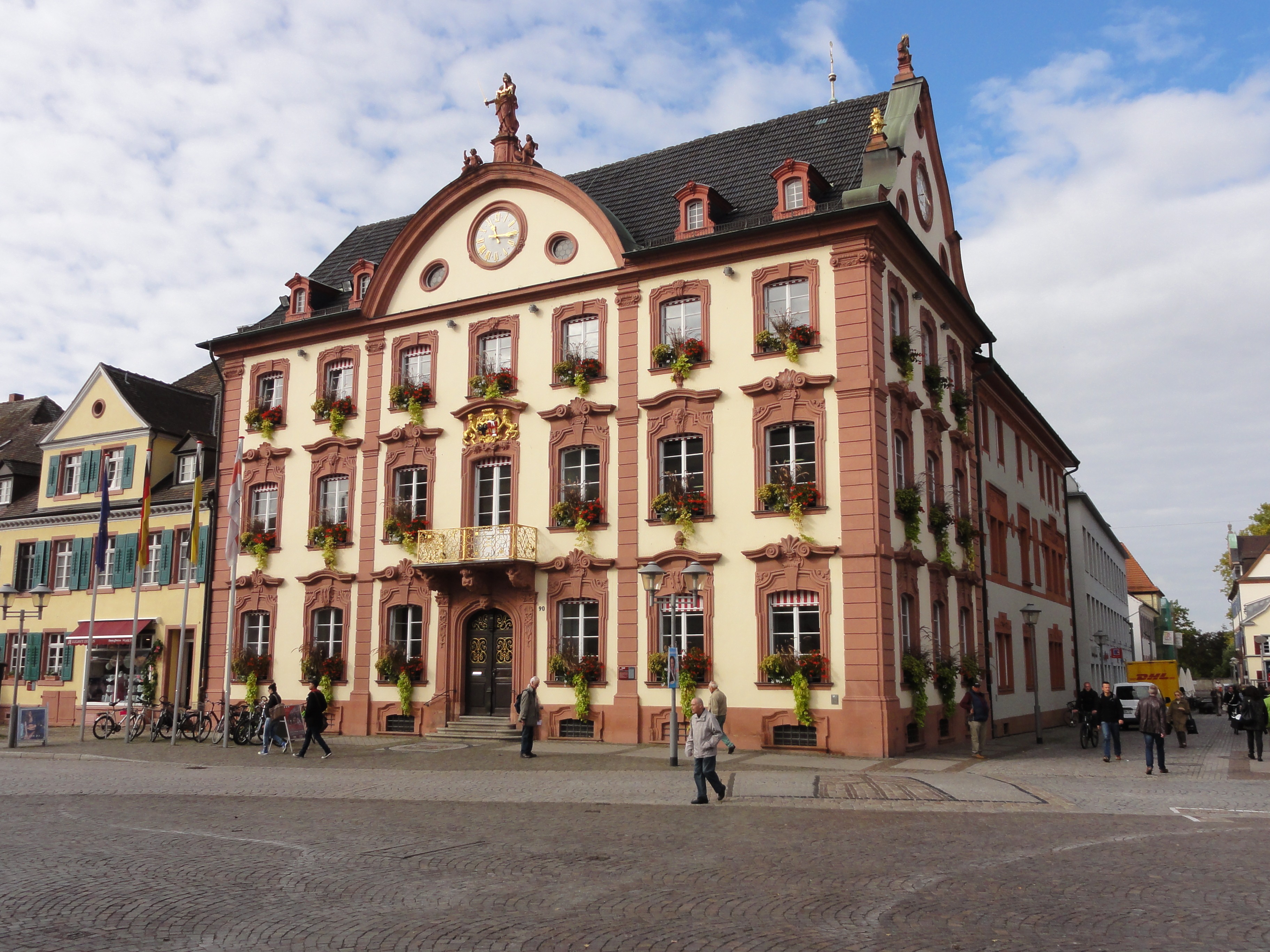
Historisches Rathaus Offenburg

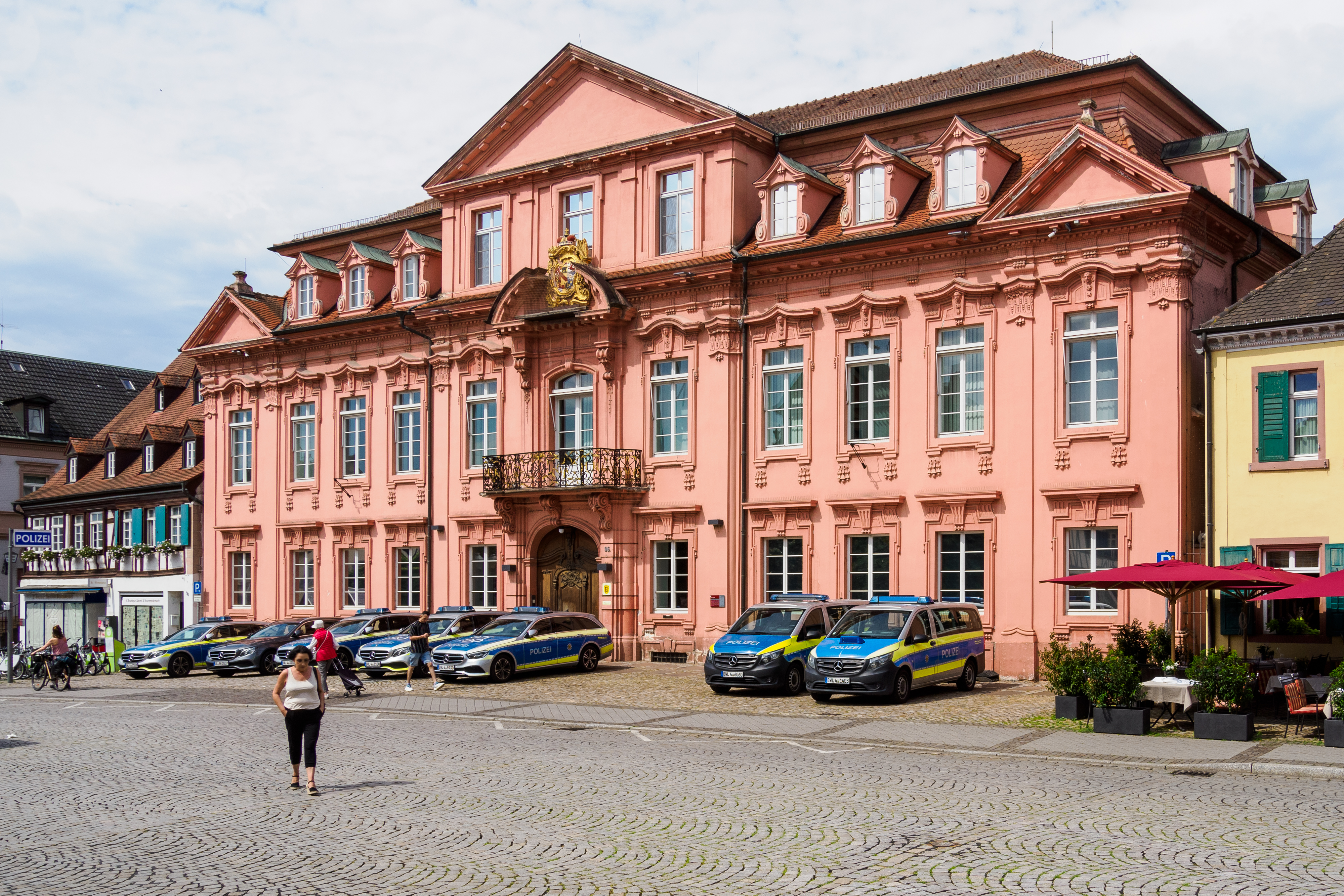
Ehemaliger Königshof, jetziges Polizeirevier Offenburg

Doppelturmfassade der Dreifaltigkeitskirche

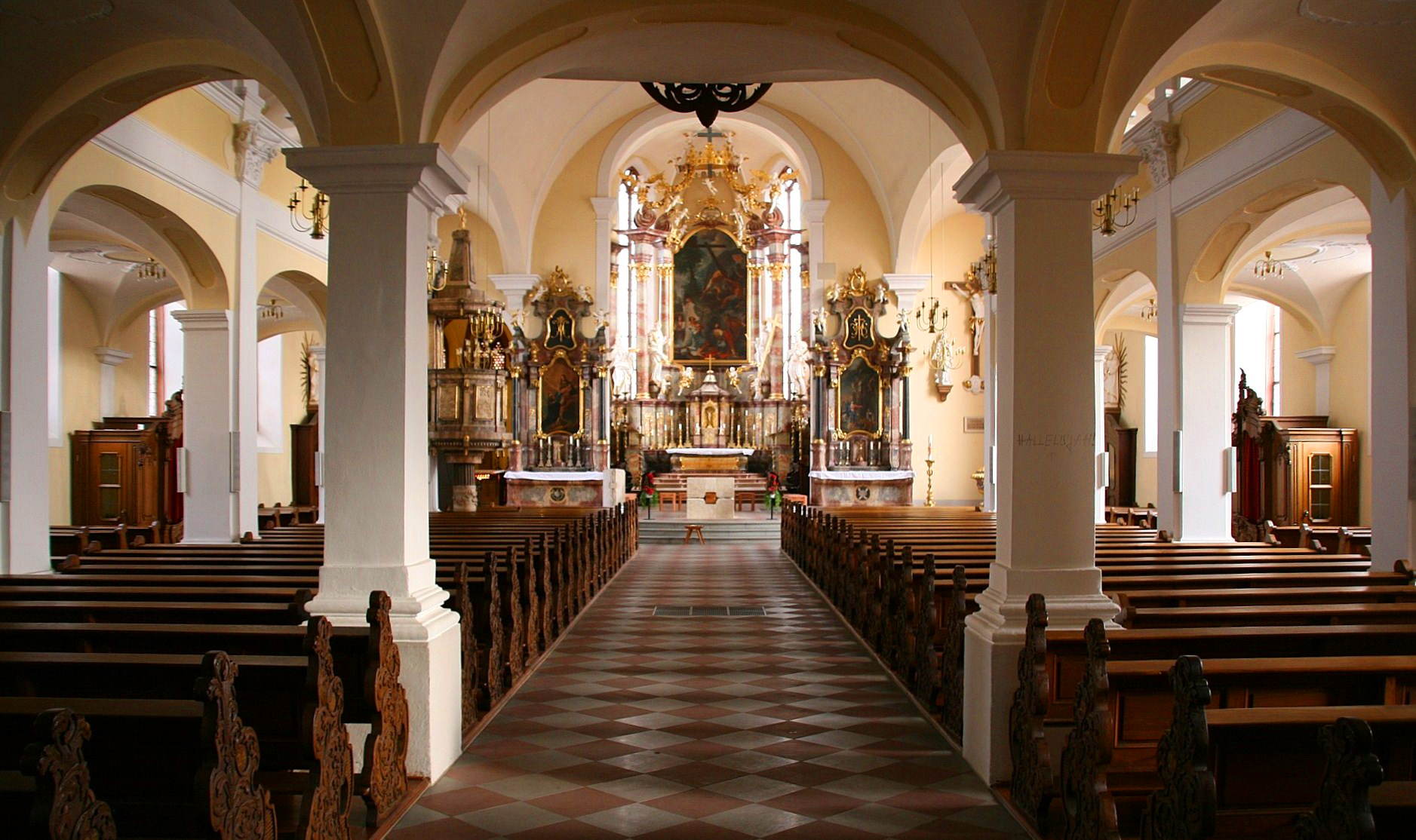
Heilig-Kreuz-Kirche, Innenraum

#### Altstadt
Seit dem Wiederaufbau nach dem Stadtbrand von 1689 ist die Offenburger Altstadt noch heute von Barockbauten geprägt. Älter ist die Stadtmauer, die noch auf etwa 1,4 km erhalten ist. Das repräsentative Zentrum der Altstadt ist der südliche Teil der in Nordsüdrichtung verlaufenden Hauptstraße, die hier zu einem langgestreckten Platz aufgeweitet ist. Der Fischmarkt, ebenfalls eine aufgeweitete Straße, bildet eine der Querverbindungen nach Osten zur Klosterstraße. Die Lange Straße ganz im Osten der Altstadt geht im Norden von der Klosterstraße ab und bildet mit ihr ein Dreieck, in dem mehrere Querstraßen liegen, und als Platz zwischen Ritterstraße und Gerberstraße die Gerichtsstraße. Westlich der Hauptstraße liegt, durch einen Häuserblock von ihr getrennt, der rechteckige Marktplatz.
- Hauptstraße:
  - Historisches Rathaus von 1741
  - ehemaliger Königshof von 1714–17, Portal 1756–68, errichtet als Sitz der Landvogtei Ortenau, heute Sitz des Polizeireviers Offenburg
  - Einhornapotheke, vorderer Teil 1720, hinterer 1772, auf Grundmauern und mit einem Fenster des gotischen Vorgängerbaus
  - St. Ursulasäule von 1961, der Schutzpatronin Offenburgs gewidmet
  - Beck’sches Haus, Hauptstraße 59: spätbarockes Bürgerhaus aus dem 18. Jh. (1760)
  - Haus Jenewein, Hauptstraße 63: dreigeschossiger Fachwerkbau aus dem 18. Jh.
  - Haus Battiany, Hauptstraße 69: Dreigeschossiges Bürgerpalais von 1793.
- Fischmarkt
  - Hirschapotheke, erbaut 1698
  - Salzhaus von 1786, klassizistisch
  - Löwenbrunnen
- Lange Straße
  - Salmen, ein ehemaliges Gasthaus, in dem 1847 die Forderungen des Volkes in Baden verfasst wurden
- Glaserstraße:
  - Mikwe (jüdisches Ritualbad), 14. oder 16./17. Jahrhundert
- Ritterstraße:
  - Ritterhaus, 18. Jahrhundert, ehemals Sitz der Ortenauer Reichsritterschaft, heute Museum
- Sakralbauten:
  - Heilig-Kreuz-Kirche, auf den Grundmauern einer Kirche aus dem 13. Jahrhundert, nach der Zerstörung 1689 unter Nutzung einigen alten Mauerwerks ab 1700 errichtet, katholische Hauptkirche der Stadt
  - Kapuzinerkloster mit Kirche, erbaut 1641 bis 1647, diente nach Auflösung des Klosters ab 1847 als evangelische Kirche, ab 1873 altkatholische Kirche
  - Franziskanerkloster, nach 1689 wieder aufgebaut
  - Kirche des ehemaligen Andreasspitals, 1700 barock erneuert, mit Kerzenständer Brennender Dornbusch von Bernhard Philipp[41]

#### Übrige Kernstadt und Stadtteile
- Bürgerpark:
  - Villa Billet, „Billet’sche Schlösschen“, vor 1800, heute als Standesamt genutzt
- Platz der Verfassungsfreunde im Kulturforum in der Oststadt:
  - Skulptur Männlich/Weiblich von Jonathan Borofsky, gestiftet Mitte der 1990er Jahre von der Offenburger Ehrenbürgerin Aenne Burda
- Wasserstraße:
  - Schlachthof
- Kirchen:
  - Evangelische Stadtkirche, erbaut 1857–1864
  - Dreifaltigkeitskirche, zweite katholische Pfarrkirche, erbaut 1906 bis 1908 in der Oststadt von Johannes Schroth
  - Katholische St.-Josef-Kirche in Hildboltsweier von 1938/39
  - Katholische Pfarrkirche St. Fidelis in der Nordweststadt von 1960
  - Evangelische Erlöserkirche mit Gemeindezentrum in Albersbösch von 1963
  - Auferstehungskirche, Baubeginn 1963, Einweihung 30. November 1969[42]
  - Katholische Heilig-Geist-Kirche in Albersbösch von 1973
  - Katholische St.-Martin-Kirche im Stadtteil Stegermatt (Offenburg-Süd) von 1980.

#### Kirchen in den eingemeindeten Orten
Katholische Kirchen:
- St. Laurentius in Bohlsbach (erbaut 1666), bis 1957 mit einer Josefsfigur auf einem 1918 gestifteten Altar der Offenburger bzw. St. Ulricher Firma Gebrüder Moroder[43]
- St. Peter und Paul in Bühl (erbaut 1861/62 im neogotischen Stil)
- St. Markus in Elgersweier (erbaut 1761 mit wahrscheinlich älterem Chor sowie Westturm von 1881)
- katholische Kirche St. Nikolaus in Griesheim (erbaut 1740 in barockem Stil mit altem Chorturm)
- Kirche Herz-Jesu in Rammersweier (erbaut 1955)
- St. Johannes Nepomuk und Quirin in Waltersweier (erbaut 1748 wohl auf älteren Fundamenten, 1878 vergrößert),
- St. Johannes der Täufer in Weier (erbaut 1862–80 unter Einbeziehung des Chores der 1531 geweihten früheren Kirche),
- St. Pankratius in Windschläg (erbaut 1835–37 im neuromanischen Stil unter Verwendung des Turms der 1350 erstmals genannten Vorgängerkirche), 1914 von Moroder mit einem Hochaltaraufsatz[44] ausgestattet.
- Kirche zu den Hl. Philipp und Jakob in Weingarten, Zell-Weierbach (unter dem Bischof Wilhelm von Diest 1396 Einweihung der Wallfahrtskapelle Mariae virginis an gleichem Ort, 1596 erbaut an Stelle des im Bauernkrieg abgebrannten Baues, 1631 durch Blitz zerstört und unter Nutzung des alten Chors wieder aufgebaut. In den 1870er Jahren Erweiterung durch Umbau des Langhauses),[45] genannt auch „Weingartenkirche“. 13 lebensgroße Figuren darin stammen von Franz Tavella (1887), die in Sigmaringen (vor 1882) geschaffenen[46] Apostel Philippus und Jakobus im früheren Marmon-Hochaltar von Franz Joseph Simmler.[47]
- St. Sixtus in Zunsweier (erbaut 1736–43 in barockem Stil auf älteren Fundamenten einer bereits 1136 erwähnten Kirche, 1954–56 grundlegend verändert[48])
- Wallfahrtskirche Maria Schmerzen im Stadtteil Zell-Weierbach
- Der gotische Ölberg wurde von der Denkmalstiftung Baden-Württemberg zum „Denkmal des Monats November 2006“ ernannt.

Evangelische Kirchen:
- Christuskirche von 1970 in Offenburg-Uffhofen (für Uffhofen und Elgersweier)
- Johannes-Brenz-Kirche von 1975 in Rammersweier
- Matthäuskirche von 1980 in Weier

### Sport
- Der Faustballclub Offenburg spielt in der Faustball-Bundesliga.
- Die Damen der DJK Offenburg spielen seit der Saison 2008/09 in der zweiten Tischtennis-Bundesliga. Die Herren, vormals Bundesligist, sind derzeit in der Oberliga BaWü aktiv.
- Der VC Offenburg ist einer der erfolgreichsten Volleyballvereine im Jugendbereich in Süddeutschland. Die Damenmannschaft des Vereins spielt seit der Saison 2009/10 in der 2. Bundesliga Süd, die Herren sind seit Jahren erfolgreich in der Regionalliga. Bekannteste ehemalige Spielerin des Vereins ist die Nationalspielerin Atika Bouagaa.
- Der Offenburger FV feierte 1984 mit der Deutschen Fußballamateurmeisterschaft seinen größten Erfolg. Zwischen 2011 und 2017 spielte der OFV in der Oberliga Baden-Württemberg, danach in der Verbandsliga Südbaden, 2022 gelang der erneute Sprung in die Oberliga. Heimspielstätte ist das Karl-Heitz-Stadion, das allerdings der Landesgartenschau 2032 weichen soll.
- Nach dem Ende der HR Ortenau ist der TV Willstätt in der Südbadenliga der am höchsten spielende Handballverein in der Ortenau.
- 2008 fanden erstmals die Baden Classics im Springreitsport statt.
- Die LG Offenburg hat einige Spitzensportler der Leichtathletik unter Vertrag. Aushängeschilder des Vereins sind die Weltmeisterin von 2013 und ehemalige Europarekordlerin im Speerwurf Christina Obergföll und der dreimalige Deutsche Meister über 110 Meter Hürden Matthias Bühler. Johannes Vetter, der Weltmeister im Speerwurf 2017, trainiert ebenfalls bei der LG Offenburg. Sein Trainer ist Boris Obergföll.
- Von 2007 bis 2013 fand in Offenburg-Rammersweier jährlich ein Rennen des Mountainbike-Weltcup und die Worldclass MTB Challenge statt.
- Waltraud Geiler von der Schützengesellschaft Offenburg nahm bei den Olympischen Spielen in Los Angeles 1984 mit der Sportpistole teil. Sie war von den 1980er bis Mitte der 2000er Jahre eine der erfolgreichsten Pistolenschützinnen bei den Deutschen Meisterschaften.
- Der Südbadische Sportschützenverband hat seit den 1960er Jahren seinen Sitz in Offenburg.

### Regelmäßige Veranstaltungen

#### Schwäbisch-alemannische Fastnacht
Offenburg ist eine Hochburg der schwäbisch-alemannischen Fastnacht, im Hochalemannischen Fasent genannt. Während dieser Zeit finden zahlreiche traditionelle Veranstaltungen statt, wie zum Beispiel die Taufe des Fasent-Kindes am „Schmutzige Dunnerschdig“, der Hexenfraß und die Strohhexenverbrennung am Fastnachtsdienstag. Träger dieser sehr lebendigen Brauchtumspflege sind insbesondere die Althistorische Narrenzunft Offenburg und die Offenburger Hexenzunft mit ihren bekanntesten Masken, der „Hexe“ und dem „Spättlehansele“, aber auch eine Vielzahl von neugegründeten Zünften in den Ortsteilen Offenburgs.

#### Messen und Kongresse

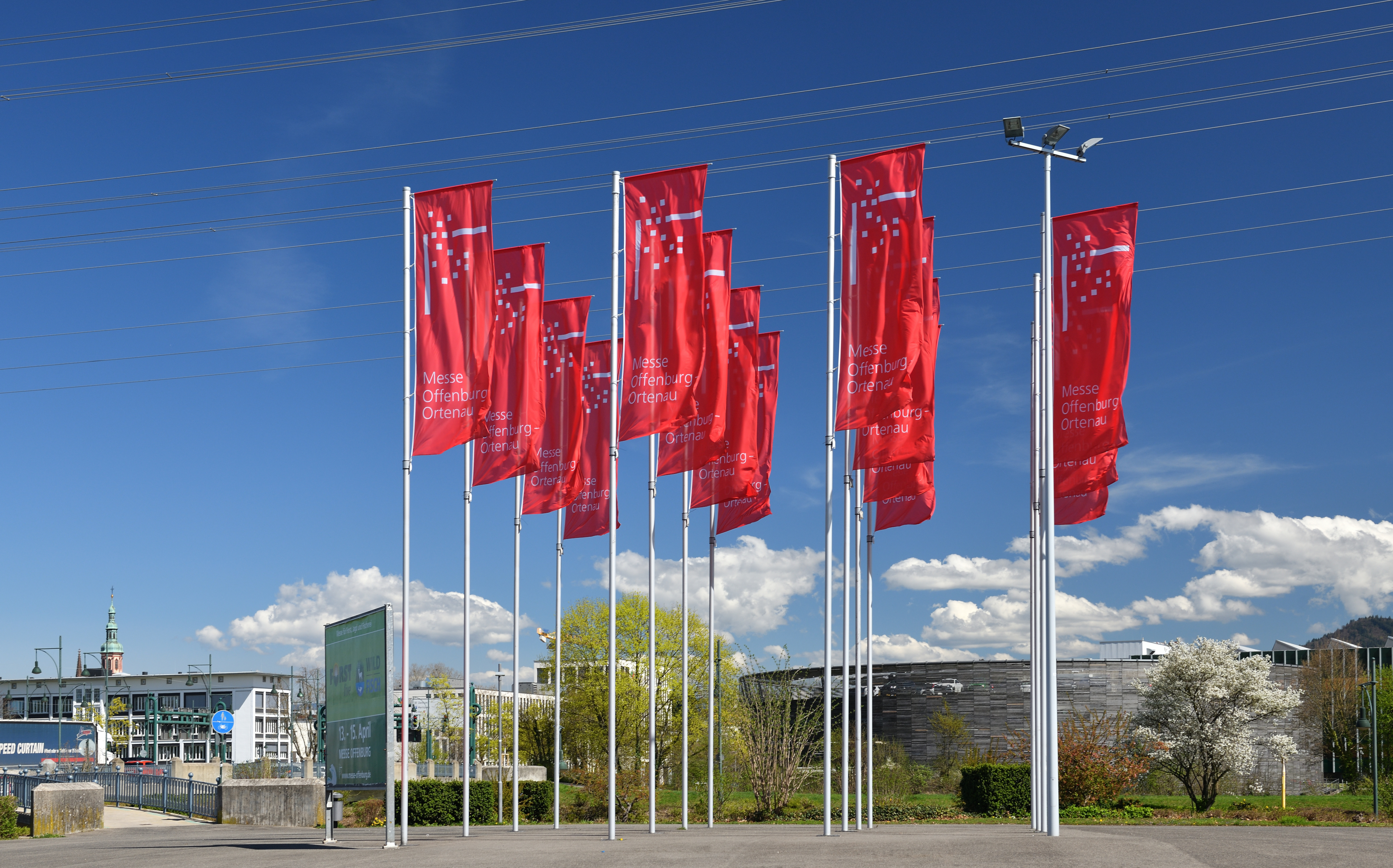
Flaggen der Messe Offenburg

Zurückgreifend auf eine lange Tradition landwirtschaftlicher Ausstellungen hat sich Offenburg seit den 1960er Jahren als Messe- und Kongressstandort etabliert. Auf dem Messegelände mit seinem 52.400 m² großen Freigelände und einer Hallenfläche von 22.500 m² finden regelmäßig Veranstaltungen statt, so zum Beispiel:
- Oberrhein Messe (in der letzten September-Woche, seit 1924)
- Euro Cheval (in zweijährlichem Turnus)
- Badische Weinmesse (seit 1872)
- GeoTHERM (führende Fachmesse für Geothermie in Europa)
- TeenStreet (christlicher Jugendkongress)
- Berufsinfomesse (BIM; Messe für berufliche Orientierung)[49]

#### Weitere Veranstaltungen

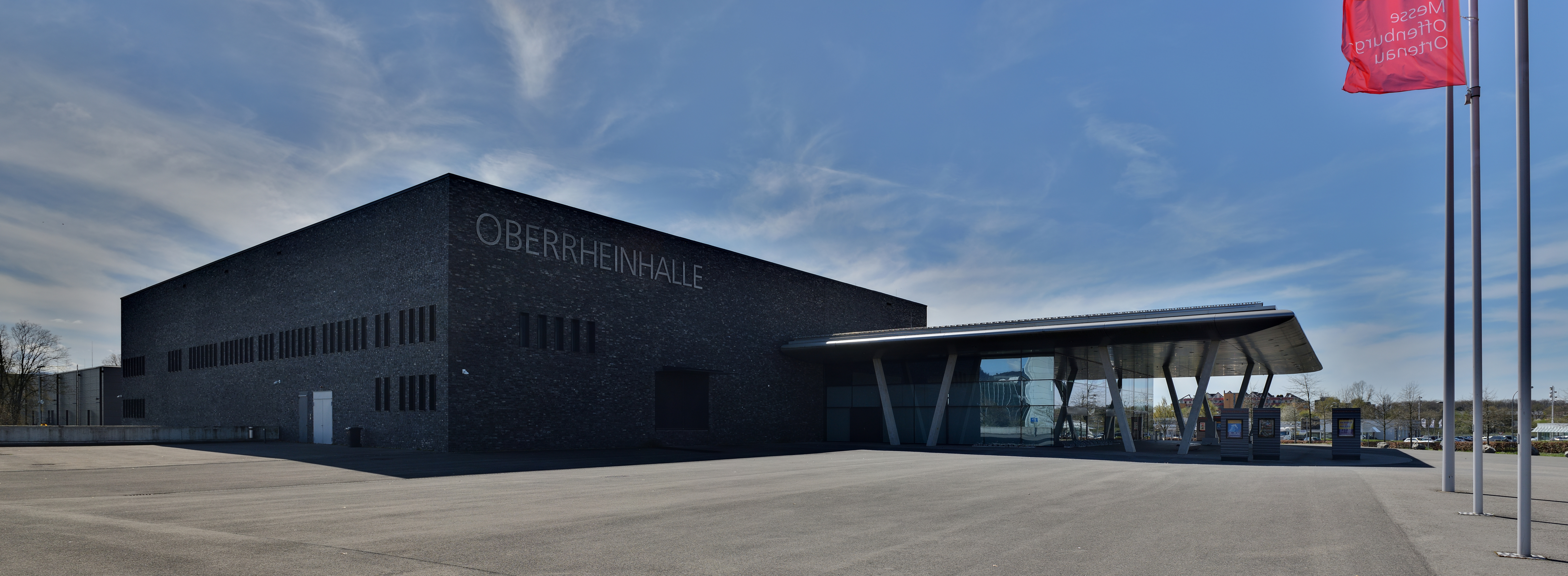
Veranstaltungshalle in Offenburg, die Oberrheinhalle

Weitere regelmäßige bedeutsame Veranstaltungen sind:
- SHORTS Filmfestival: Trinationales Filmfestival für Studierende an Filmschulen in Deutschland, Frankreich und der Schweiz (Anfang April, veranstaltet von der Hochschule Offenburg)[50]
- Ortenauer Weinfest (am letzten September-Wochenende, parallel zur Oberrhein-Messe)
- Familienkonzerte Offenburg: Konzerte von Berufsmusikern für Menschen ab fünf Jahren unter der Schirmherrschaft von Bundesfinanzminister Wolfgang Schäuble.
- Offenburger Kreuzgangkonzerte: klassische Kammermusik im alten Kapuzinerkloster, jährlich sechs Open-Air-Konzerte von Mitte Juni bis Ende Juli, künstlerische Leitung: Offenburger Streichtrio.
- Freiheitsfest (jeweils am 12. September)
- Verleihung des Europäischen Übersetzerpreises Offenburg gemeinsam mit der Offenburger Hubert Burda Stiftung (seit 2006, im zweijährigen Turnus)
- WortSpiel, jährlich stattfindende Offenburger Literaturtage, konzipiert von der Stadtbibliothek Offenburg und der Volkshochschule Offenburg
- Kinder- und Jugendliteraturtage: jährlich im Herbst stattfindende Veranstaltung der Stadtbibliothek Offenburg

## Wirtschaft und Infrastruktur
Offenburg ist vor allem bekannt als Sitz des Burda-Verlages und war früher ein stark von der Eisenbahn dominierter Ort. Durch die Oberrhein-Messe ist die Stadt auch eine bedeutende Messestadt Baden-Württembergs.

### Verkehr

#### Straßenverkehr

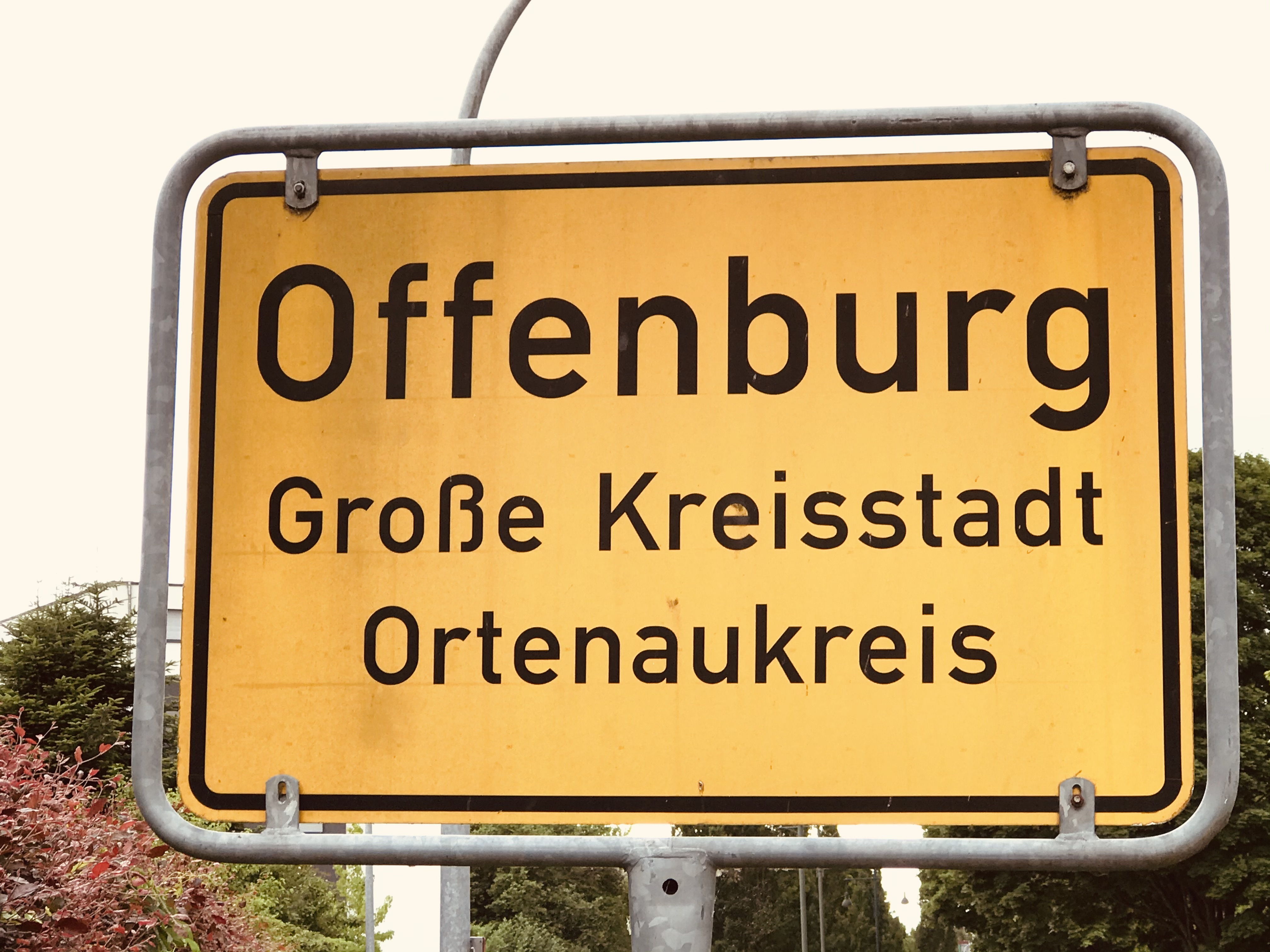
Offenburger Ortseingangsschild

Die Anschlussstelle 55 Offenburg der Bundesautobahn 5 ist knapp fünf Kilometer von der Stadtmitte entfernt. In ihrem Ursprungszustand aus dem Jahr 1960 war der Autobahnanschluss auch unter dem Namen „Offenburger Ei“ bekannt. Des Weiteren führen die Bundesstraßen 3 und 33 durch Offenburg.

#### Schienenverkehr

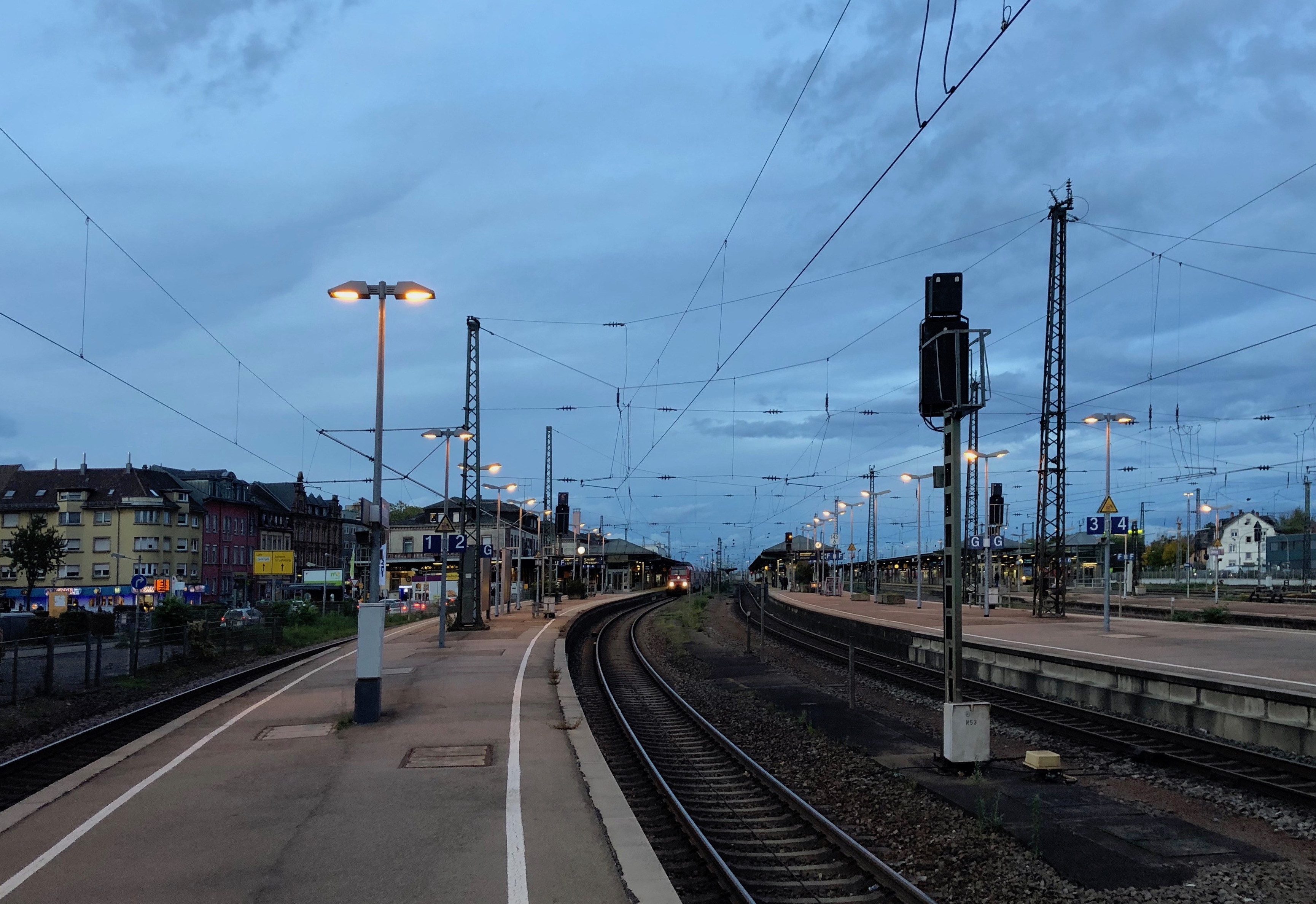
Bahnhof Offenburg

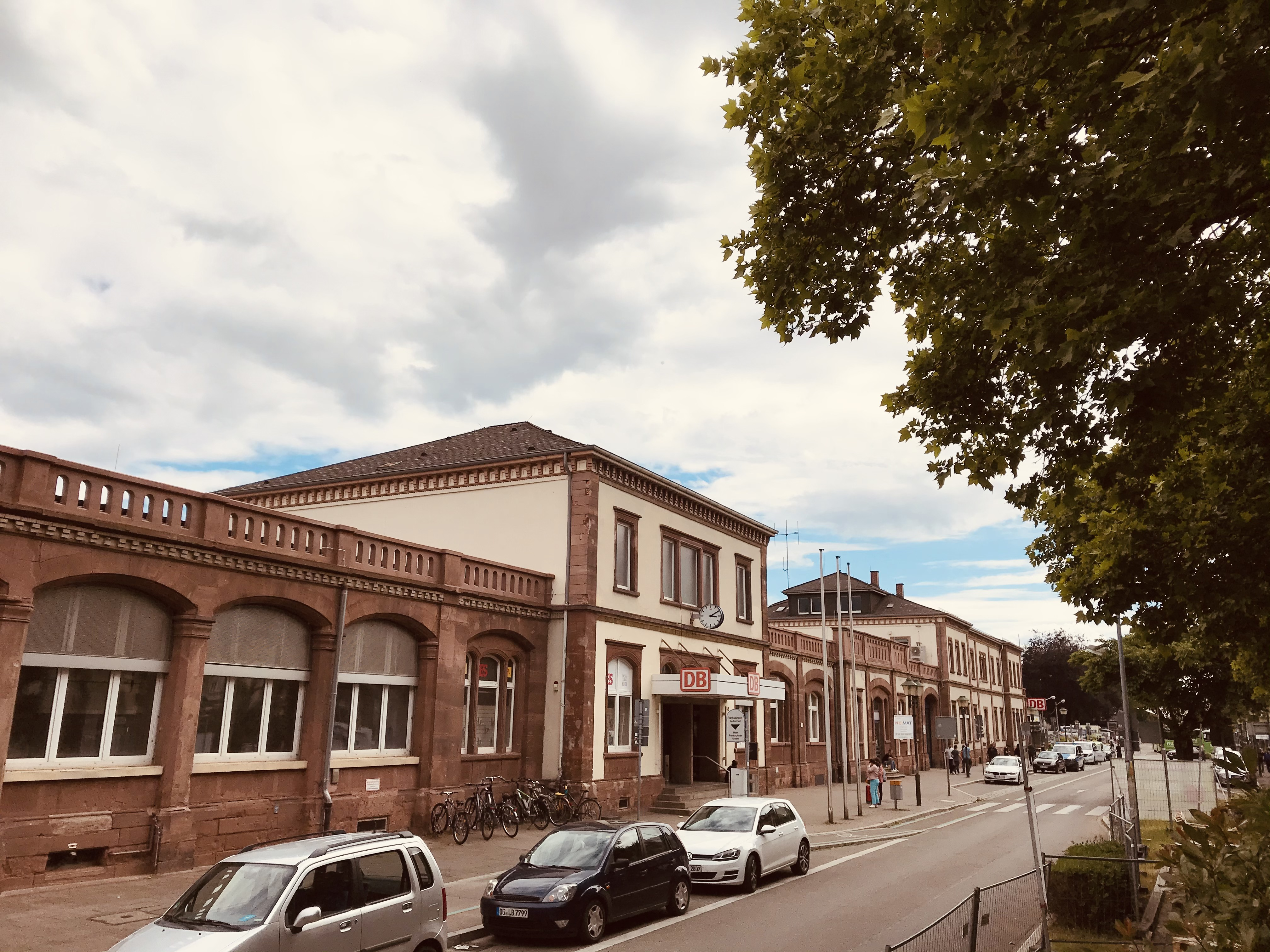
Haupteingang Bahnhof Offenburg

Der Bahnhof Offenburg ist ein wichtiger Knotenpunkt und ICE- und TGV-Halt. Er verfügt über stündliche Fernverkehrsverbindungen mit Direktverbindungen (in Richtung Norden) über Mannheim nach Köln sowie über Frankfurt am Main u. a. nach Hamburg und Berlin. Darüber hinaus verkehrt täglich ein Zugpaar direkt nach Paris und nach Amsterdam. In Richtung Süden bestehen auf der ehemaligen badischen Hauptbahn ICE-Verbindungen nach Basel sowie mit einzelnen Zügen nach Zürich, Chur und Interlaken. Seit dem Fahrplanwechsel im Winter 2018 gibt es mit Zwischenhalt in Straßburg eine direkte TGV-Verbindung zum Pariser Gare de l’Est, die ohne Umstieg in 2 Stunden und 22 Minuten bewältigt wird.
Zu den Tagesrandzeiten gibt es eine direkte IC-Verbindung in die Landeshauptstadt Stuttgart. Insgesamt treffen in Offenburg vier Eisenbahnstrecken aufeinander: Die Rheintalbahn, auf der auch viele internationale ICE-Züge in Offenburg halten, verbindet die Stadt mit Basel und Mannheim. Außerdem ist Offenburg Ausgangspunkt der Schwarzwaldbahn nach Konstanz, der Europabahn nach Straßburg sowie der Renchtalbahn nach Bad Griesbach. Seine frühere wirtschaftliche Bedeutung als Eisenbahnerstadt hat es jedoch infolge der Stilllegung des Ausbesserungswerkes und des Rangierbahnhofes verloren. Letzterer wird nur mehr teilweise als Güterbahnhof genutzt. Neben dem Hauptbahnhof wird der südlich dessen gelegene Haltepunkt Offenburg Kreisschulzentrum von der SWEG bedient. Nördlich von Offenburg ist die Bahnlinie bis Rastatt-Süd viergleisig und für Höchstgeschwindigkeiten bis 250 km/h ausgelegt, südlich von Offenburg erlaubt die derzeitige Trassenführung maximal 160 km/h. Im Tunnel Offenburg sollen Güterzüge zukünftig (Inbetriebnahme geplant für 2035) das Stadtgebiet unterfahren.

##### Radverkehr
Die Stadt hatte 1996 und 2006 einen Radverkehrsanteil am Binnenverkehr von 25 %.
Durch Alltagsrouten aus dem Radnetz Baden-Württemberg ist Offenburg 
- über Hohberg (Hofweier und Niederschopfheim) und Friesenheim mit Lahr,
- an den Stadtteilen Bohlsbach und Windschläg vorbei und über Appenweier und Renchen mit Achern,
- über Ortenberg, Ohlsbach und Gengenbach mit Haslach im Kinzigtal und
- an den Stadtteilen Bühl, Weier und Griesheim vorbei und über Willstätt mit Kehl verbunden.

Durch Offenburg verlaufen zwei Landes-Radfernwege: 
- Der Badische Weinradweg[53] führt von Grenzach-Wyhlen am Hochrhein nach Laudenbach im Norden Baden-Württembergs, dabei werden sieben der neun badischen Weinanbaugebiete untereinander verbunden. Die Route verläuft aus Friesenheim und Oberschopfheim kommend über den Stadtteil Zunsweier nach Gengenbach. Von Ortenberg aus führt der Weg nochmals durch das Offenburger Stadtgebiet, oberhalb der Stadtteile Fessenbach und Zell-Weierbach nach Durbach und Oberachern.
- Der Naturpark-Radweg Schwarzwald Mitte/Nord führt rund um selbigen Naturpark. Er verläuft dabei von Freudenstadt über Haslach durch das Kinzigtal (Kinzigtalradweg) über Gengenbach und die Stadtteile Zunsweier und Elgersweier nach Offenburg und über den Stadtteil Rammersweier oberhalb des Rheintals weiter nach Oberachern.

Von Offenburg aus verläuft der Itinéraire cyclable européen (Europäischer Radwanderweg) Molsheim–Strasbourg–Kehl–Offenburg in das Elsass. 
Offenburg ist Mitglied der AGFK (Arbeitsgemeinschaft Fahrrad- und Fußverkehrsfreundlicher Kommunen) in Baden-Württemberg. 2011 wurde Offenburg gemeinsam mit Freiburg und Karlsruhe als erste fahrradfreundliche Stadt vom Land Baden-Württemberg ausgezeichnet, 2017 wurde die Auszeichnung erneuert. 2024 hat sie die „Qualitätsstufe“ der AGFK BW erreicht.

##### Busverkehr

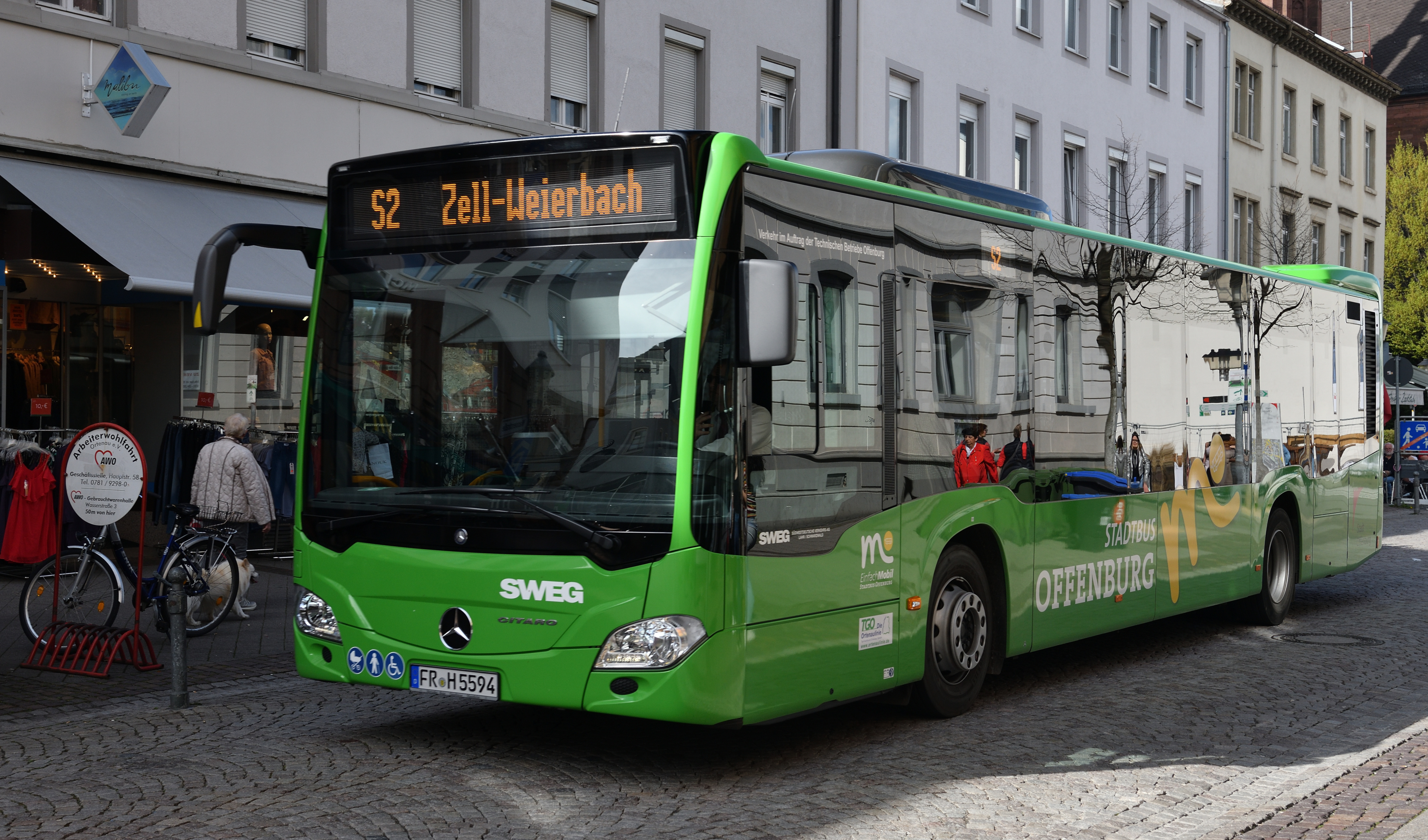
Stadtbus Offenburg in der Innenstadt

Offenburg verfügt über ein dichtes Stadtbusnetz (Schlüsselbus), welches das Stadtzentrum mit den Stadt- und Ortsteilen sowie den Umlandgemeinden ohne Bahnanschluss verbindet. Betreiber sind die Südwestdeutsche Landesverkehrs-AG (SWEG) und die RVS Regionalbusverkehr Südwest GmbH, die Betriebsführerschaft liegt bei den Technischen Betrieben Offenburg (TBO).

#### Luftverkehr
Auf dem südwestlichen Teil der Gemarkung befindet sich der Flugplatz Offenburg (ICAO-Code EDTO). Die erstmalige fliegerische Nutzung datiert bereits auf das Jahr 1911 zurück, an dem der Oberrheinische Zuverlässigkeitsflug hier Station machte. Seither hat der Platz eine wechselvolle Geschichte erfahren, die u. a. bestimmt war durch die Lage in der durch den Versailler Vertrag festgelegten entmilitarisierten Zone, den Zweiten Weltkrieg und das darauf folgende Besatzungsregime sowie städtebauliche und verkehrstechnische Ansprüche bis in die heutige Zeit.
In der näheren Umgebung liegen der Verkehrslandeplatz und Frachtflughafen Lahr (23 km) sowie die internationalen Verkehrsflughäfen Straßburg (29 km) und Karlsruhe/Baden-Baden (53 km).

### Produzierendes Gewerbe und Handel

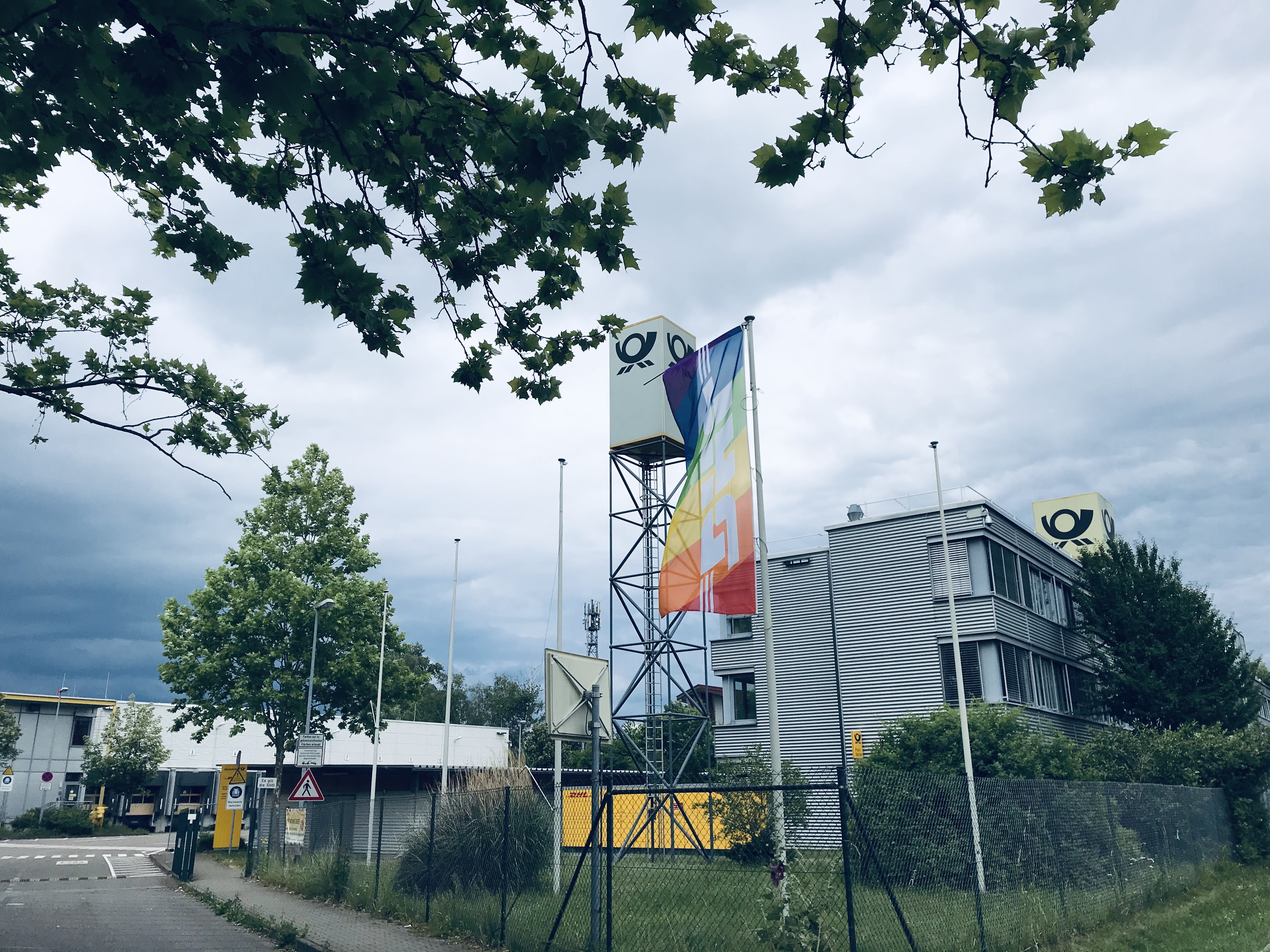
Briefzentrum (BZ) 77 der Deutschen Post AG in Offenburg

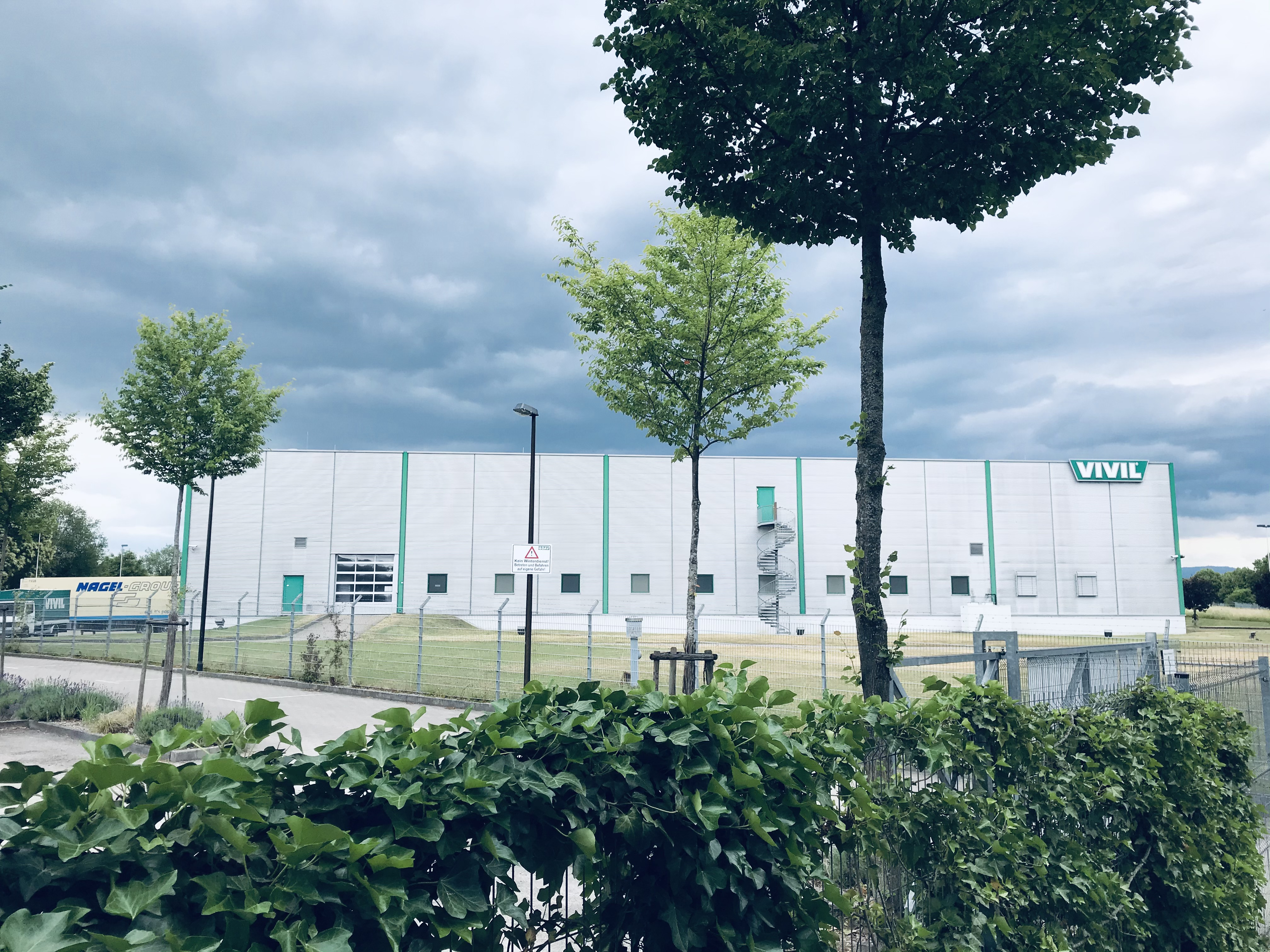
VIVIL-Werk in Offenburg

Die Stadt ist Sitz einer Vielzahl von überregional bekannten Unternehmen des produzierenden Gewerbes, des Handels und des Druck- und Verlagswesens, so des Burda-Verlages, von Vivil, Hansgrohe, Meiko Maschinenbau, Hobart, Hiwin, Tesa, Witzig & Frank (FFG), der Messe Offenburg-Ortenau GmbH, der Schwarzwaldmilch GmbH, von Edeka Südwest und Printus. Seit 20. November 1998 ist Offenburg auch Sitz des Briefzentrums 77 der Deutschen Post AG. Für Unternehmensgründer wurde ein Technologiepark (TPO) ins Leben gerufen. Die E.optimum, ein bundesweit tätiger Energieversorger, hat ihren Sitz in Offenburg.

### Weinbau
Offenburg liegt im Weinbaubereich Ortenau des Weinbaugebietes Baden. Gelegen in der Vorbergzone des Mittleren Schwarzwaldes, reifen hier und in den Ortsteilen Fessenbach, Zell-Weierbach und Rammersweier vornehmlich die Rebsorten Riesling, grauer und weißer Burgunder sowie Spätburgunder. Insgesamt gibt es sieben Weinbaubetriebe: die Winzergenossenschaften Fessenbach, Rammersweier und Zell-Weierbach sowie die Weingüter von und zu Franckenstein und Renner, die Ortenauer Weinkellerei der Edeka und das Weingut Schloss Ortenberg – ein Zusammenschluss des ehemaligen städtischen Weingutes „St. Andreas“ mit dem Weinbauversuchsgut des Ortenaukreises.

### Medien

Logo des Offenburger Tageblatts

Hubert Burda Media Tower und Gelände in Offenburg

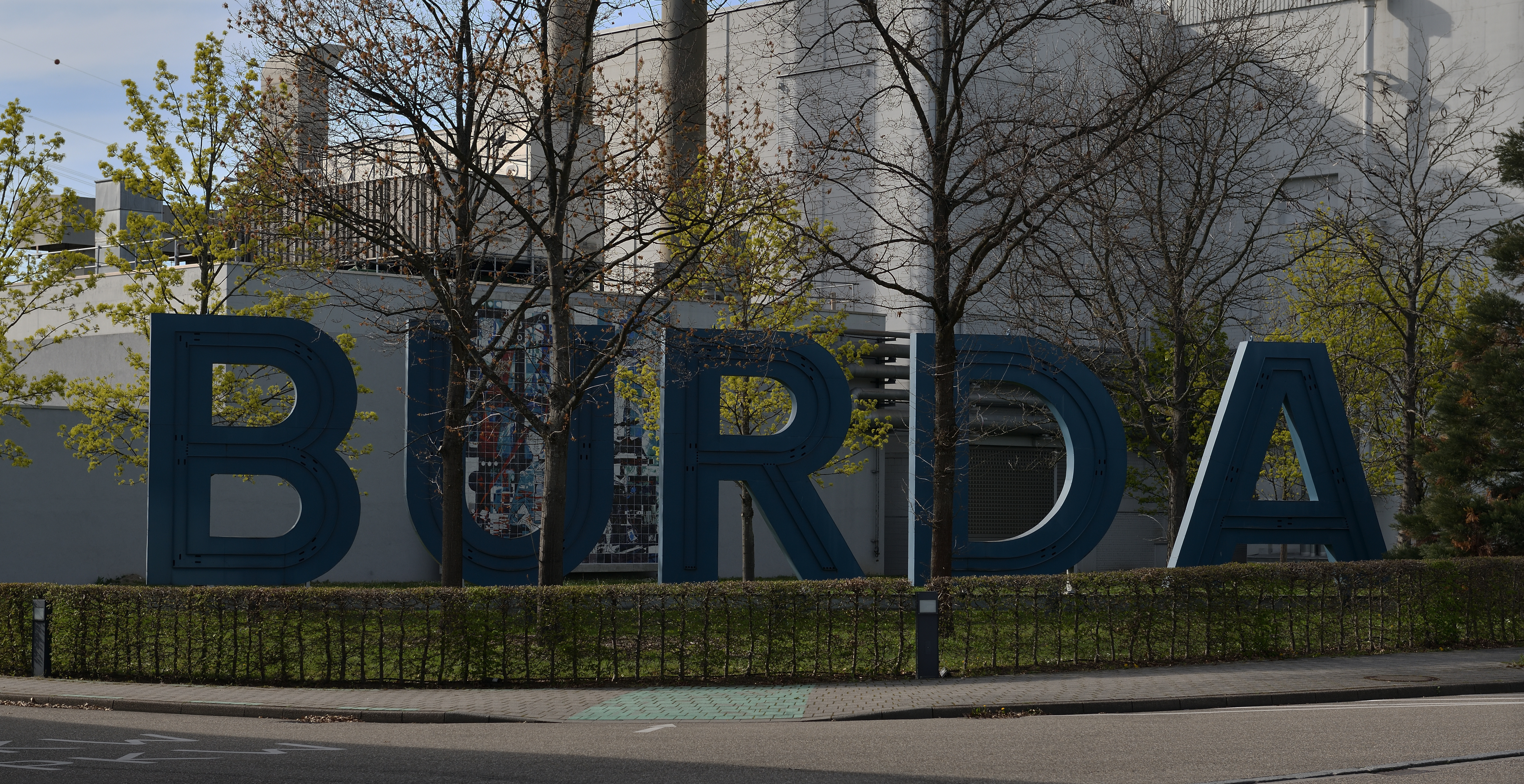
Burda-Schriftzug am Firmengelände

In Offenburg ist mit Hubert Burda Media einer der größten Zeitschriften- und Online-Medien-Verlage Deutschlands ansässig. Neben verschiedenen Redaktionen, die im Medien-Zentrum beheimatet sind, ist hier auch eine der modernsten Großdruckereien für den Tiefdruck angesiedelt. Bekannte Druckerzeugnisse sind beispielsweise die Bunte, Focus, Mein schöner Garten, Playboy und TV Spielfilm.
In Offenburg erscheinen zwei Tageszeitungen: Das Offenburger Tageblatt im Reiff Verlag sowie aus dem in Freiburg ansässigen Badischen Verlag die Badische Zeitung mit Lokalteil für Offenburg und den südlichen Ortenaukreis.
Darüber hinaus haben zwei auflagenstarke, anzeigenfinanzierte und mit ausführlichem redaktionellem Anteil erscheinende Wochenzeitungen, der Stadtanzeiger (mittwochs) und Der Guller (sonntags), ihren Sitz in Offenburg. Sie gehören beide dem 1972 von Wolfgang L. Obleser gegründeten Stadtanzeiger-Verlag an und erreichen in fünf redaktionellen Ausgaben alle rund 176.000 Haushalte des Ortenaukreises. Auch das regionale Wirtschaftsmagazin Econo hat seinen Sitz in Offenburg.
Der Tietge-Verlag hat seinen Sitz in Offenburg und verlegt hier das Magazin heimat Schwarzwald und Kochbücher wie etwa Born to Grill sowie Schwarzwald Reloaded (in Kooperation mit der Schwarzwald Tourismus).
Seit 1987 gibt es in Offenburg den lokalen Radiosender Hitradio Ohr, ein Tochterunternehmen des Reiff Verlages. Ein weiteres Tochterunternehmen, Schwarzwaldradio, sendet seit 2008 aus Offenburg. Seit Mai 2012 ist dieser Sender in Baden-Württemberg, seit 2016 in ganz Deutschland im Digitalradio zu empfangen. Außerdem unterhielt der Privatsender Radio Regenbogen bis zum Sommer 2013 eine Außenstelle in Offenburg. Der Südwestrundfunk unterhält in Offenburg ein Regionalbüro.
Ebenso ist Offenburg Sitz der Schulbuchverlage Mildenberger und des Raup&Ritter Verlags.
An der Hochschule Offenburg existiert unter anderem die Fakultät Medien und Informationswesen, die medienspezifische Studiengänge anbietet.
Filme und Serien
Die Kreisstadt war Drehort für mehrere Fernsehserien und Kinofilme:
- Tatort[58][59][60]
- Verstehen Sie Spaß ?
- Aenne Burda – Die Wirtschaftswunderfrau[61]

### Behörden, Gerichte und staatliche Einrichtungen

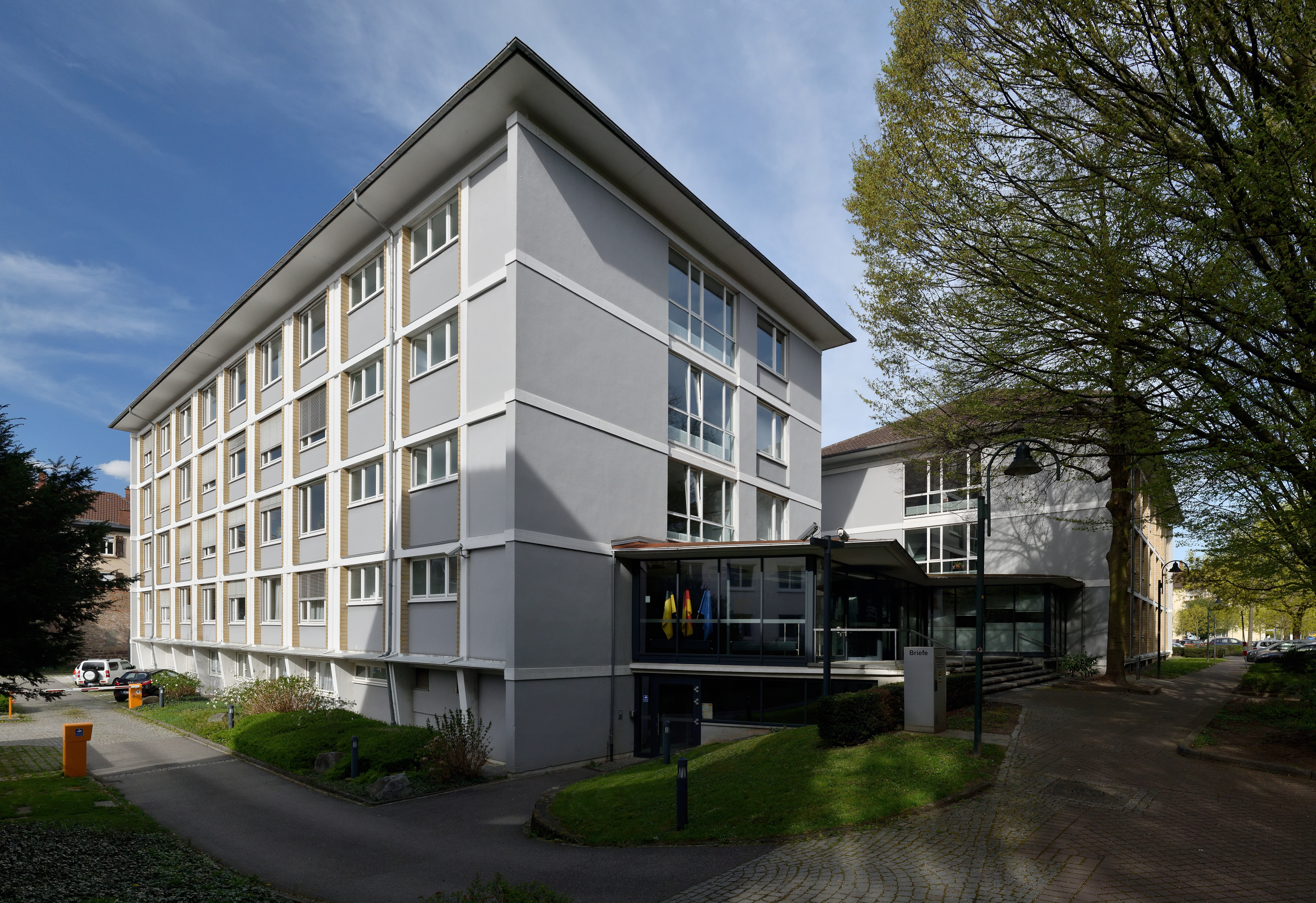
Gebäudekomplex des Land- und Amtsgerichts Offenburg

Offenburg ist Sitz des Landratsamts Ortenaukreis, des Amtsgerichts Offenburg, des Landgerichts Offenburg sowie der Staatsanwaltschaft Offenburg. Ferner gibt es hier die Außenkammern Offenburg des Arbeitsgerichts Freiburg.
Im interkommunalen Gewerbegebiet GRO / Königswaldfeld befindet sich die 2006–2009 errichtete Justizvollzugsanstalt Offenburg, die noch eine Außenstelle für den offenen Vollzug in Kenzingen hat.
Im Rahmen der Polizeistrukturreform 2012 wurde Offenburg 2014 Sitz eines Polizeipräsidiums (PP). Mit etwas über 1.400 Dienstposten ist es das von der Personalstärke her kleinste PP des Landes.
Das Finanzamt Offenburg ist das zweitgrößte in Baden-Württemberg. Es hat mehrere Sonderzuständigkeiten, so ist es zum Beispiel zentral für die Umsatzbesteuerung ausländischer Unternehmer aus Frankreich und Monaco zuständig. Im Jahr 2021 hatte es eine Personalstärke von 517 Mitarbeitern.
Die Bundesagentur für Arbeit ist in der Stadt mit einer Zweigstelle vertreten.
Die Stadt ist Sitz des Kirchenbezirks Offenburg der Evangelischen Landeskirche in Baden und des Regionalbüros Ortenau des Erzbistums Freiburg, zu dem die Dekanate Offenburg-Kinzigtal, Acher-Renchtal in Achern und Lahr in Lahr/Schwarzwald gehören.
Offenburg ist auch Sitz des Ernährungszentrums Südlicher Oberrhein (eröffnet 1997), eines von vier solcher Zentren in Baden-Württemberg. Dieses ist dem Landratsamt Ortenaukreis in dessen Funktion als Untere Landwirtschaftsbehörde angegliedert.
Der Ortsverband Offenburg der Bundesanstalt Technisches Hilfswerk (THW) besteht seit den 1950er Jahren. Er war bisher deutschlandweit und im Ausland, beispielsweise nach Flutkatastrophen, tätig. Teil des Ortsverbands ist die Fachgruppe Wasserschaden/Pumpen, die 2003 in Arles/Frankreich, 2005 in New Orleans/USA und 2021 im Ahrtal im Einsatz war.

### Garnison
Offenburg blickt auf eine lange Zeit als Garnisonsstadt zurück. Die Stadt beherbergte Truppen der Badischen Armee (als Teil des XIV. Armeekorps), der Kaiserlichen Armee, der Wehrmacht und der französischen Armee. Sie begann 1896/97 mit dem Bau der Ihlenfeld-Kaserne (Weingartenstraße – Brachfeldstraße – Franz-Ludwig-Mersy-Straße – Moltkestraße) im Südosten der Stadt. Es folgten weitere Kasernen:
- die Holderstock-Kaserne (Bühlerfeldstraße – Eckenerstraße – Lise-Meitner-Straße) und später
- das Quartier La Horie (Rammersweierstraße – Moltkestraße – Prinz-Eugen-Straße).[67]

Zwischen Offenburg und Durbach lag ein Standortübungsplatz; dort befindet sich heute die Erdaushubdeponie Rammersweier. Der Verkehrsflugplatz wurde während des Zweiten Weltkrieges von der Luftwaffe genutzt.
Am 31. August 1992 wurde offiziell die Auflösung der französischen Garnison verkündet; der Abzug der etwa 4000 französischen Soldaten und ihrer Familien war 1993 beendet. Damit endete die Geschichte Offenburgs als Garnisonsstadt. Auf dem Gelände der Holderstock-Kaserne befindet sich heute ein Industriegebiet. Einzelne Gebäude und Fahrzeughallen werden noch genutzt. Das Quartier La Horie wurde zu einem Wohngebiet. Die vorherige Nutzung als Kaserne ist so nicht mehr zu erkennen. Auf dem Gelände der Ihlenfeld-Kaserne entstand unter Nutzung der historischen Kasernengebäude das Kulturforum. Das Kulturbüro der Stadt Offenburg, die Stadtbücherei und die Städtische Galerie fanden hier Platz. Die historische Exerzierhalle (umgangssprachlich als „Reithalle“ bezeichnet, obwohl in ihr nie geritten wurde) dient als Veranstaltungshalle. Der ehemalige Exerzierplatz wurde begrünt und bildet heute den Platz der Verfassungsfreunde.

### Bildungswesen
An der Hochschule Offenburg (ehemals: Fachhochschule) werden technische, wirtschaftswissenschaftliche und medienspezifische Bachelor- und Masterstudiengänge angeboten.
Am Standort Gengenbach werden die Diplomstudiengänge Technische Betriebswirtschaft und Wirtschaftsingenieurwesen angeboten.
Ferner gibt es ein Staatliches Seminar für Didaktik und Lehrerbildung (Grund- und Hauptschulen) in Offenburg.
An allgemeinbildenden Schulen gibt es in Offenburg:
- vier Gymnasien: Schiller-Gymnasium, Grimmelshausen-Gymnasium, Oken-Gymnasium, Klostergymnasium,
- zwei Realschulen: Erich-Kästner-Realschule und Theodor-Heuss-Realschule,
- ein Sonderpädagogisches Bildungs- und Beratungszentrum mit dem Förderschwerpunkt Lernen (Waldbach-Schule II),
- zehn Grund- und Hauptschulen: Eichendorffschule, Konrad-Adenauer-Schule, Lorenz-Oken-Schule Bohlsbach und Waldbach-Schule I sowie je eine Grund- und Hauptschule in den Stadt- und Ortsteilen Durbach, Elgersweier, Weier, Windschläg, Zell-Weierbach und Zunsweier,
- sechs Grundschulen (Anne-Frank-Grundschule, Georg-Monsch-Schule sowie je eine Grundschule in den Ortsteilen Ebersweier, Fessenbach, Griesheim und Rammersweier).

Der Ortenaukreis ist Träger der drei beruflichen Schulen (Friedrich-August-Haselwander-Gewerblich-Technische Schule mit Technischem Gymnasium (Profile Technik, Informationstechnik und Technik und Management), Kaufmännischen Schule mit Wirtschaftsgymnasium und Haus- und Landwirtschaftliche Schule Offenburg mit Ernährungswissenschaftlichem und Biotechnologischem Gymnasium) sowie der Hansjakob-Schule mit Schulkindergarten (Sonderpädagogisches Bildungs- und Beratungszentrum mit Förderschwerpunkt geistige Entwicklung), der Schule für Schüler in längerer Krankenhausbehandlung am Klinikum Offenburg (früher Städtisches Krankenhaus) und dem Sonderpädagogischen Bildungs- und Beratungszentrum für körperliche und motorische Entwicklung mit Schulkindergarten.
Mehrere Privatschulen runden das schulische Angebot Offenburgs ab. Darunter eine Freie Waldorfschule (seit 1982), ein Abendgymnasium, eine Abendrealschule, das Mädchengymnasium und die Mädchenrealschule am Kloster Unserer Lieben Frau, die Freie Schule Spatz (Sonderpädagogisches Bildungs- und Beratungszentrum mit Förderschwerpunkt emotionale und soziale Entwicklung), das Haus Fichtenhalde mit einem Sonderpädagogischen Bildungs- und Beratungszentrum mit Förderschwerpunkt emotionale und soziale Entwicklung, die CJD Christophorusschule Offenburg, eine Fachschule für Landwirtschaft, eine Akademie für Pflegeberufe sowie eine Schule für Kranke an der Klinik an der Lindenhöhe.

### Trinkwasserversorgung und Abwasserentsorgung
Die Gewinnung, Aufbereitung und Verteilung des Trinkwassers wird von der Wasserversorgung Offenburg GmbH in Zusammenarbeit mit Bn Netze übernommen. Das Trinkwasser für Offenburg stammt ausschließlich aus Grundwasser. Das Gewinnungsgebiet liegt zwischen Kinzig und Mühlbach und wird überwiegend von der Kinzig gespeist. 14 Tiefbrunnen mit ca. 25 Metern Tiefe fördern das Rohwasser. Dieses wird im Wasserwerk „Am Sägeteich“ aufbereitet . Das Werk wurde 1992 in Betrieb genommen. Im Anschluss gelangt das Trinkwasser in das 305 Kilometer lange Leitungsnetz der Stadt. Hier sind sechs Hochbehälter mit einem Fassungsvermögen von 200 bis 5.000 m³ zwischengeschaltet. Diese dienen der Druckerhaltung im Netz und dem Abdecken von Verbrauchsspitzen.
Die Netzabgabe lag 2019 bei rund 3,8 Mio. m³. Im Jahr 2016 verbrauchte ein Einwohner Offenburgs durchschnittlich 128 Liter Trinkwasser am Tag, was über dem baden-württembergischen Landesdurchschnitt von 119 Litern lag.
Mit einer Gesamthärte von 5,6 °dH fällt das Wasser in den Härtebereich „weich“. Der Brutto-Verbrauchspreis liegt bei 2,21 Euro je Kubikmeter.
Die Ableitung und Reinigung des anfallenden Abwassers fällt in den Zuständigkeitsbereich des Abwasserzweckverbandes Raum Offenburg. 99,9 % der Stadtbewohner waren 2016 an die Kanalisation angeschlossen. Sie hat im Ortsgebiet eine Länge von 378 Kilometern (davon 145 Kilometer im Mischsystem). Das Abwasser wird im Verbandsklärwerk bei Griesheim  gereinigt. An die Anlage sind ca. 135.000 Einwohnerwerte angeschlossen. Sie behandelt jährlich etwa 8 Mio. m³ Abwasser im Belebtschlammverfahren. Das gereinigte Wasser wird in den Mühlkanal eingeleitet, der nach etwa einem Kilometer in die Kinzig mündet.
Der anfallende Klärschlamm wird über einen Zeitraum von 20 Tagen verfault, anschließend über Kammerfilterpressen entwässert und im Heizkraftwerk der Firma Koehler Energy in Oberkirch verbrannt. Das bei der Faulung entstehende Klärgas wird über ein Blockheizkraftwerk auf dem Gelände zur Strom- und Wärmeerzeugung verwendet.